# Tournoi masculin de football aux Jeux olympiques d'été de 2012
Cet article traite de l'épreuve masculine. Pour la compétition féminine, voir Tournoi féminin de football aux Jeux olympiques d'été de 2012.
Pour un article plus général, voir Football aux Jeux olympiques d'été de 2012.
Navigation
Pékin 2008 Rio de Janeiro 2016
Le football est un des vingt-six sports officiels aux Jeux olympiques de 2012. La compétition masculine réunit seize participants et comprend quatre groupes de quatre équipes au premier tour, suivi de quarts de finale, demi-finales et finales du 26 juillet au 11 août 2012.
Cette épreuve est réservée aux joueurs professionnels âgés de moins de 23 ans depuis les Jeux olympiques de 1992, chaque équipe dispose de dix-huit joueurs sélectionnés, dont pas plus de trois nés avant le 1er janvier 1989.
Quinze équipes se sont qualifiées par l'intermédiaire de plusieurs éliminatoires, la Grande-Bretagne étant qualifiée d'office en que hôte des Jeux olympiques. L'Argentine, tenante du titre, termine troisième de son groupe de qualification et ne peut donc pas participer au tournoi. La Biélorussie, les Émirats arabes unis, le Gabon et le Sénégal sont présents pour la première fois.
Les éliminations dès le premier tour de favoris comme l'Espagne, l'Uruguay et la Suisse, constituent des surprises. En quart de finale, la Corée du Sud crée la sensation en éliminant la Grande-Bretagne à domicile. Le Mexique remporte son premier titre olympique en battant en finale le Brésil et son meilleur buteur Leandro Damião, qui inscrit six buts durant la compétition. La médaille de bronze est remportée par la Corée du Sud aux dépens du Japon, qui est récompensée au passage par le trophée du fair-play.

## Acteurs et stades

### Contexte
Les Jeux olympiques d'été de 2012, Jeux de la XXXe olympiade de l'ère moderne, ont été célébrés du 27 juillet au 12 août 2012 à Londres, au Royaume-Uni.
Seules cinq sélections présentes ont participé aux Jeux olympiques de 2008 : le Brésil (médaille de bronze), la Corée du Sud, le Honduras, le Japon et la Nouvelle-Zélande (premier tour). L'Argentine, double tenante du titre, termine troisième du Championnat sud-américain des moins de 20 ans 2011 et ne se qualifie pas pour les Jeux olympiques,. 26 sports sont inscrits au programme de la manifestation, dont le football.
Les vainqueurs des coupes du monde des moins de 17 ans 2009 et 2011 (Suisse et Mexique) et le vainqueur de la Coupe du monde des moins de 20 ans 2011 (Brésil) sont présents à ce tournoi.

### Équipes qualifiées
Quinze équipes se sont qualifiées pendant les éliminatoires. La Grande-Bretagne est la première équipe qualifiée pour le tournoi en tant que pays-hôte de la compétition. Le Brésil et l'Uruguay se qualifient en prenant les deux premières places du Championnat sud-américain des moins de 20 ans 2011,,.
Les trois premières équipes de l'Euro espoirs 2011 sont qualifiées pour les Jo. L'Espagne (futur vainqueur de l'Euro espoirs) et la Suisse se qualifient pour les Jo en accédant à la finale de l'Euro espoirs,. La Biélorussie décroche le dernier billet européen en disposant de la République tchèque lors du match pour la troisième place,,.
Le Championnat d'Afrique des nations des moins de 23 ans 2011 offre trois billets qualificatifs pour les jeux olympiques ainsi qu'une place en barrage contre une nation de l'AFC,. Le Gabon, et le Maroc, en remportant leur demi-finales respectives se qualifient pour les jeux, l'Égypte en disposant du Sénégal dans le match pour la troisième place se qualifie également,.
Les nations membres de l'AFC disputent un Tournoi pré-olympique offrant trois places qualificatives ainsi qu'une place en barrage face à une nation de la CAF. Les douze derniers prétendants forment trois groupes de quatre, le premier de chaque groupe se qualifie pour Londres, les trois équipes terminant secondes disputent au sein d'une nouvelle phase de groupe leur qualification pour le barrage intercontinental,. La Corée du Sud est la première nation asiatique à se qualifier. Le Japon et les Émirats arabes unis sont les deux autres nations directement qualifiés pour les jeux. Oman remporte le groupe des seconds et obtient le droit de rencontrer le Sénégal en barrage.
L'Oceania Football Confederation fait également disputer un Tournoi pré-olympique. Ce dernier est remporté par la Nouvelle-Zélande qui se qualifie pour sa seconde olympiade consécutive,.
Le Honduras et le Mexique se qualifient pour les jeux Olympiques en accédant à la finale du Tournoi pré-olympique de la CONCACAF.
Le Sénégal remporte le barrage intercontinental contre Oman, décrochant le dernier billet pour les jeux olympiques,,.
Les 16 équipes qualifiées pour le tournoi final sont :
| - Pays-hôte - Grande-Bretagne (9e) - Afrique (CAF) - Égypte (11e) - Gabon (1re) - Maroc (7e) - Sénégal (1re) - Asie (AFC) - Corée du Sud (9e) - Japon (9e) - Émirats arabes unis (1re) - Amérique du Nord, Centrale et Caraïbes (CONCACAF) - Honduras (3e) - Mexique (10e) | - Amérique du Sud (CONMEBOL) - Brésil (12e) - Uruguay (3e) - Océanie (OFC) - Nouvelle-Zélande (2de) - Europe (UEFA) - Biélorussie (1re) - Espagne (10e) - Suisse (3e) |

Entre parenthèses, le nombre de participations aux Jeux olympiques.

### Tirage au sort
Le tirage au sort du tournoi olympique de Londres a lieu le 24 avril 2012 à Wembley,,.
La Grande-Bretagne, le Mexique, le Brésil et l'Espagne sont désignés têtes de série la veille du tirage au sort et préalablement affectés dans leur groupe respectif. La répartition des équipes dans les quatre chapeaux pour le tirage tient compte des critères géographiques afin d'éviter les confrontations entre équipes du même continent.
| Pot A                        | Pot B                | Pot C               | Pot D   |
| ---------------------------- | -------------------- | ------------------- | ------- |
| Grande-Bretagne Assigné (A1) | Brésil Assigné (C1)  | Japon               | Égypte  |
| Espagne Assigné (D1)         | Uruguay              | Corée du Sud        | Maroc   |
| Suisse                       | Mexique Assigné (B1) | Émirats arabes unis | Gabon   |
| Biélorussie                  | Honduras             | Nouvelle-Zélande    | Sénégal |

| Groupe A                 | Groupe B          | Groupe C              | Groupe D      |
| ------------------------ | ----------------- | --------------------- | ------------- |
| Grande-Bretagne (A1)     | Mexique (B1)      | Brésil (C1)           | Espagne (D1)  |
| Sénégal (A2)             | Corée du Sud (B2) | Égypte (C2)           | Japon (D2)    |
| Émirats arabes unis (A3) | Gabon (B3)        | Biélorussie (C3)      | Honduras (D3) |
| Uruguay (A4)             | Suisse (B4)       | Nouvelle-Zélande (C4) | Maroc (D4)    |

### Ballon officiel

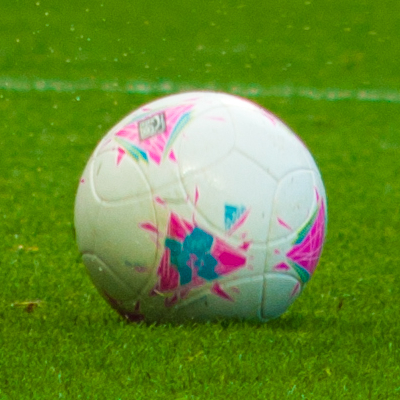
The Albert, ballon officiel de la compétition

Le ballon officiel de ces Jeux Olympiques se nomme The Albert. Fabriqué par Adidas, le nom du ballon et sa forme définitive ont été dévoilées le 1er mars 2012,,.

### Stades retenus
Six stades accueillent les matchs le tournoi olympiques de football, : les stades représentent l'Angleterre du Sud-Est, le Midlands, l'Angleterre du Nord-Est, l'Angleterre du Nord-Ouest, l'Écosse et le Pays de Galles,.
Ces stades existaient déjà avant la désignation d'organiser les Jeux olympiques, l'ancien Wembley et le stade d'Old Trafford, ont été utilisés pour la Coupe du monde de football 1966, ces deux stades ainsi que le St James' Park de Newcastle ont servi pour l'Euro 1996.
Le stade d'Old Trafford a reçu sept rencontres, deux stades ont accueilli six rencontres, St James' Park et Wembley hôte de la finale, le City of Coventry Stadium et le Millennium Stadium ont été le théâtre de 5 rencontres tandis que trois matchs ont été disputés sur la pelouse d'Hampden Park.
| Wembley Stadium,                                                                                     | Old Trafford,            |
| 90 000 places                                                                                        | 76 212 places            |
| |                          |
| Cardiff                                                                                              | Newcastle                |
| Millennium Stadium                                                                                   | St James' Park           |
| 74 500 places                                                                                        | 52 387 places            |
| |                          |
| Glasgow                                                                                              | Coventry                 |
| Hampden Park                                                                                         | City of Coventry Stadium |
| 52 103 places                                                                                        | 32 500 places            |
| |                          |
| Wembley Stadium Old Trafford Millennium Stadium St James' Park Hampden Park City of Coventry Stadium |                          |

### Arbitres
Le 19 avril 2012, la FIFA a publié la liste des seize trios d'arbitres retenus pour la compétition. L'ensemble des arbitres sélectionnés sont des arbitres d’élite au sein de leur confédération. Il est à signaler que tous ont été sur la liste des arbitres candidats pour la Coupe du monde 2014.
Seize arbitres et trente-deux assistants ont officié au cours des rencontres olympiques. Les arbitres de la compétition viennent de tous les continents. Ainsi un trio vient d'Océanie, deux trios sont africains, deux trios viennent d'Amérique du Nord, trois trios sont originaires d'Asie, trois autres sont sud-américains et cinq trios proviennent d'Europe.
| Confédération | Arbitres         | Assistants                                |
| ------------- | ---------------- | ----------------------------------------- |
| AFC           | Ravshan Irmatov  | Abdukhamidullo Rasulov Bakhadyr Kochkarov |
| AFC           | Yuichi Nishimura | Toru Sagara Toshiyuki Nagi                |
| AFC           | Ben Williams     | Matthew Cream Hakan Anaz                  |
| CAF           | Bakary Gassama   | Jason Damoo Angesom Ogbamariam            |
| CAF           | Slim Jedidi      | Bechir Hassani Sherif Hassan              |
| CONCACAF      | Roberto García   | José Luis Camargo Alberto Morín           |
| CONCACAF      | Mark Geiger      | Mark Hurd Joe Fletcher                    |
| CONMEBOL      | Raúl Orosco      | Efraín Castro Arol Valda                  |
| CONMEBOL      | Wilmar Roldán    | Humberto Clavijo Eduardo Díaz             |
| CONMEBOL      | Juan Soto        | Jorge Urrego Carlos López                 |

| Confédération | Arbitres          | Assistants                               |
| ------------- | ----------------- | ---------------------------------------- |
| OFC           | Peter O'Leary     | Jan-Hendrik Hintz Ravenish Kumar         |
| UEFA          | Felix Brych       | Mark Borsch Stefan Lupp                  |
| UEFA          | Mark Clattenburg  | Stephen Child Simon Beck                 |
| UEFA          | Pavel Královec    | Martin Wilczek Antonín Kordula           |
| UEFA          | Svein Oddvar Moen | Kim Haglund Frank Andas                  |
| UEFA          | Gianluca Rocchi   | Elenito di Liberatore Gianluca Cariolato |

### Listes de joueurs
Chaque association nationale doit soumettre au plus tard le 9 juillet 2012, la liste définitive de 18 joueurs dont deux sont gardiens de but. Pour la compétition, chaque équipe est composée de joueurs, nés avant le 1er janvier 1989. Les équipes peuvent inscrire en plus jusqu'à trois joueurs ayant atteint l'âge de 23 ans. Chaque association peut sélectionner un maximum de quatre joueurs supplémentaires devant être présents sur les listes provisoires. Ils peuvent remplacer des joueurs blessés une fois la compétition finale commencée.

## Tournoi olympique

### Premier tour
Il s'agit du même format que celui utilisé depuis 1976. Les seize équipes sont réparties en quatre groupes de quatre. Chacune affronte les trois autres de son groupe. À l'issue des trois journées, les deux premières de chaque groupe se qualifient pour les quarts de finale, où les premiers de chaque poule ont l'avantage théorique d'affronter les deuxièmes.

#### Groupe A
| Rang | Équipe              | Pts | J | G | N | P | Bp | Bc | Diff |
| ---- | ------------------- | --- | - | - | - | - | -- | -- | ---- |
| 1    | Grande-Bretagne     | 7   | 3 | 2 | 1 | 0 | 5  | 2  | +3   |
| 2    | Sénégal             | 5   | 3 | 1 | 2 | 0 | 4  | 2  | +2   |
| 3    | Uruguay             | 3   | 3 | 1 | 0 | 2 | 2  | 4  | -2   |
| 4    | Émirats arabes unis | 1   | 3 | 0 | 1 | 2 | 3  | 6  | -3   |

|  | Qualifié pour le deuxième tour de la compétition.                                                                  |
|  | Pts points ; G victoires ; N match nuls ; P défaites Bp buts marqués ; Bc buts encaissés ; Diff différence de buts |

1re journée
| 26 juillet 2012 | Émirats arabes unis | 1-2     | Uruguay |                                                                         |                                                                         |
| 17 h 00 CEST    | Matar 23e | (1-1)   | Ramírez 42e · Lodeiro 56e | Old Trafford, Manchester Spectateurs : 51 745 Arbitrage : Peter O'Leary | Old Trafford, Manchester Spectateurs : 51 745 Arbitrage : Peter O'Leary |
| 17 h 00 CEST    | Rapport |         | | Old Trafford, Manchester Spectateurs : 51 745 Arbitrage : Peter O'Leary | Old Trafford, Manchester Spectateurs : 51 745 Arbitrage : Peter O'Leary |
| 17 h 00 CEST    | Khasif - Hussain, Ahmed 37e, Al Kamali, Khalil, Sanqour - Abdulrahman, Esmaeel, Abdulrahman, Eisa ( 73e Ali) - Matar ( 60e Al Hammadi) | Équipes | Campaña - Arias, Coates, Albín, Rolín 9e, Aguirregaray ( 46e Lodeiro) - Calzada ( 70e Rodríguez), Ramírez ( 81e Urreta), Ríos - Cavani, Suárez | Old Trafford, Manchester Spectateurs : 51 745 Arbitrage : Peter O'Leary | Old Trafford, Manchester Spectateurs : 51 745 Arbitrage : Peter O'Leary |

| 26 juillet 2012 | Grande-Bretagne | 1-1     | Sénégal |                                                                           |                                                                           |
| 19 h 45 CEST    | Bellamy 20e | (1-0)   | Konaté 82e | Old Trafford, Manchester Spectateurs : 72 176 Arbitrage : Ravshan Irmatov | Old Trafford, Manchester Spectateurs : 72 176 Arbitrage : Ravshan Irmatov |
| 19 h 45 CEST    | Rapport |         | | Old Trafford, Manchester Spectateurs : 72 176 Arbitrage : Ravshan Irmatov | Old Trafford, Manchester Spectateurs : 72 176 Arbitrage : Ravshan Irmatov |
| 19 h 45 CEST    | Butland - Taylor, Bertrand, Rose, Caulker, Richards - Cleverley, Allen ( 63e Ramsey), Giggs - Sturridge ( 46e Sordell), Bellamy 47e ( 80e Cork) | Équipes | Mané - Ciss, Ba, Gueye 86e, Touré, Souaré 36e ( 88e Yero) - Mané 45e, Diamé, Gueye ( 42e Kouyaté) - Konaté, Baldé ( 65e Gueye) | Old Trafford, Manchester Spectateurs : 72 176 Arbitrage : Ravshan Irmatov | Old Trafford, Manchester Spectateurs : 72 176 Arbitrage : Ravshan Irmatov |

2e journée
| 29 juillet 2012 | Sénégal | 2-0     | Uruguay |                                                                     |                                                                     |
| 17 h 00 CEST    | Konaté 10e 37e · Ba 30e                                                                                               | (2-0)   | | Stade Wembley, Londres Spectateurs : 75 093 Arbitrage : Felix Brych | Stade Wembley, Londres Spectateurs : 75 093 Arbitrage : Felix Brych |
| 17 h 00 CEST    | Rapport |         | | Stade Wembley, Londres Spectateurs : 75 093 Arbitrage : Felix Brych | Stade Wembley, Londres Spectateurs : 75 093 Arbitrage : Felix Brych |
| 17 h 00 CEST    | Mané - Ciss, Ba 27e 30e, Gueye, Touré, Souaré - Kouyaté 44e, Mané, Diamé 46e, Badji ( 66e Mbodj) - Konaté ( 83e Yero) | Équipes | Campaña - Arias, Coates, Albín 68e ( 72e Urreta), Rolín - Calzada ( 46e Hernández), Ramírez 46e, Lodeiro ( 75e Viudez), Ríos - Cavani, Suárez | Stade Wembley, Londres Spectateurs : 75 093 Arbitrage : Felix Brych | Stade Wembley, Londres Spectateurs : 75 093 Arbitrage : Felix Brych |

| 29 juillet 2012 | Grande-Bretagne | 3-1     | Émirats arabes unis |                                                                        |                                                                        |
| 19 h 45 CEST    | Giggs 17e · Sinclair 73e · Sturridge 76e | (1-0)   | Eisa 60e | Stade Wembley, Londres Spectateurs : 85 137 Arbitrage : Roberto García | Stade Wembley, Londres Spectateurs : 85 137 Arbitrage : Roberto García |
| 19 h 45 CEST    | Rapport |         | | Stade Wembley, Londres Spectateurs : 85 137 Arbitrage : Roberto García | Stade Wembley, Londres Spectateurs : 85 137 Arbitrage : Roberto García |
| 19 h 45 CEST    | Butland - Taylor, Caulker, Tomkins, Richards - Cleverley, Allen, Giggs ( 72e Sinclair), Giggs, Ramsey - Bellamy ( 83e Cork), Sordell ( 46e Sturridge) | Équipes | Khasif - Hussain ( 51e Surour), Ahmed, Al Kamali, Khalil, Sanqour - Abdulrahman, Esmaeel 63e ( 79e Fardan), Abdulrahman 83e, Eisa - Matar ( 72e Ali) | Stade Wembley, Londres Spectateurs : 85 137 Arbitrage : Roberto García | Stade Wembley, Londres Spectateurs : 85 137 Arbitrage : Roberto García |

3e journée
| 1er août 2012 | Sénégal | 1-1     | Émirats arabes unis |                                                                                       |                                                                                       |
| 19 h 45 CEST  | Konaté 49e | (0-1)   | Matar 21e | City of Coventry Stadium, Coventry Spectateurs : 28 652 Arbitrage : Svein Oddvar Moen | City of Coventry Stadium, Coventry Spectateurs : 28 652 Arbitrage : Svein Oddvar Moen |
| 19 h 45 CEST  | Rapport |         | | City of Coventry Stadium, Coventry Spectateurs : 28 652 Arbitrage : Svein Oddvar Moen | City of Coventry Stadium, Coventry Spectateurs : 28 652 Arbitrage : Svein Oddvar Moen |
| 19 h 45 CEST  | Mané - Gueye, Touré, Mbodj, Souaré - Kouyaté, Mané ( 83e Yero), Diamé, Badji - Konaté ( 90+1e Seck), Gueye ( 46e Baldé) | Équipes | Eisa - Ahmed, Al Kamali, Khalil ( 60e Al Hammadi), Sanqour - Abdulrahman, Esmaeel, Abdulrahman 74e, Eisa ( 65e Mabkhout) - Matar ( 89e Fardan), Fawzi | City of Coventry Stadium, Coventry Spectateurs : 28 652 Arbitrage : Svein Oddvar Moen | City of Coventry Stadium, Coventry Spectateurs : 28 652 Arbitrage : Svein Oddvar Moen |

| 1er août 2012 | Grande-Bretagne | 1-0     | Uruguay |                                                                               |                                                                               |
| 19 h 45 CEST  | 45+1e Sturridge | (1-0)   | | Millennium Stadium, Cardiff Spectateurs : 70 438 Arbitrage : Yuichi Nishimura | Millennium Stadium, Cardiff Spectateurs : 70 438 Arbitrage : Yuichi Nishimura |
| 19 h 45 CEST  | Rapport |         | | Millennium Stadium, Cardiff Spectateurs : 70 438 Arbitrage : Yuichi Nishimura | Millennium Stadium, Cardiff Spectateurs : 70 438 Arbitrage : Yuichi Nishimura |
| 19 h 45 CEST  | Butland - Taylor 21e, Caulker, Richards, Bertrand - Cleverley, Allen, Sinclair ( 90+1e Cork), Ramsey - Sturridge ( 90+6e Dawson), Bellamy ( 78e Rose) | Équipes | Campaña - Arias 83e, Coates 51e, Rolín, Aguirregaray, - Ramírez 39e, Rodríguez, Ríos - Cavani, Suárez 74e, Viudez ( 58e Lodeiro 83e) | Millennium Stadium, Cardiff Spectateurs : 70 438 Arbitrage : Yuichi Nishimura | Millennium Stadium, Cardiff Spectateurs : 70 438 Arbitrage : Yuichi Nishimura |

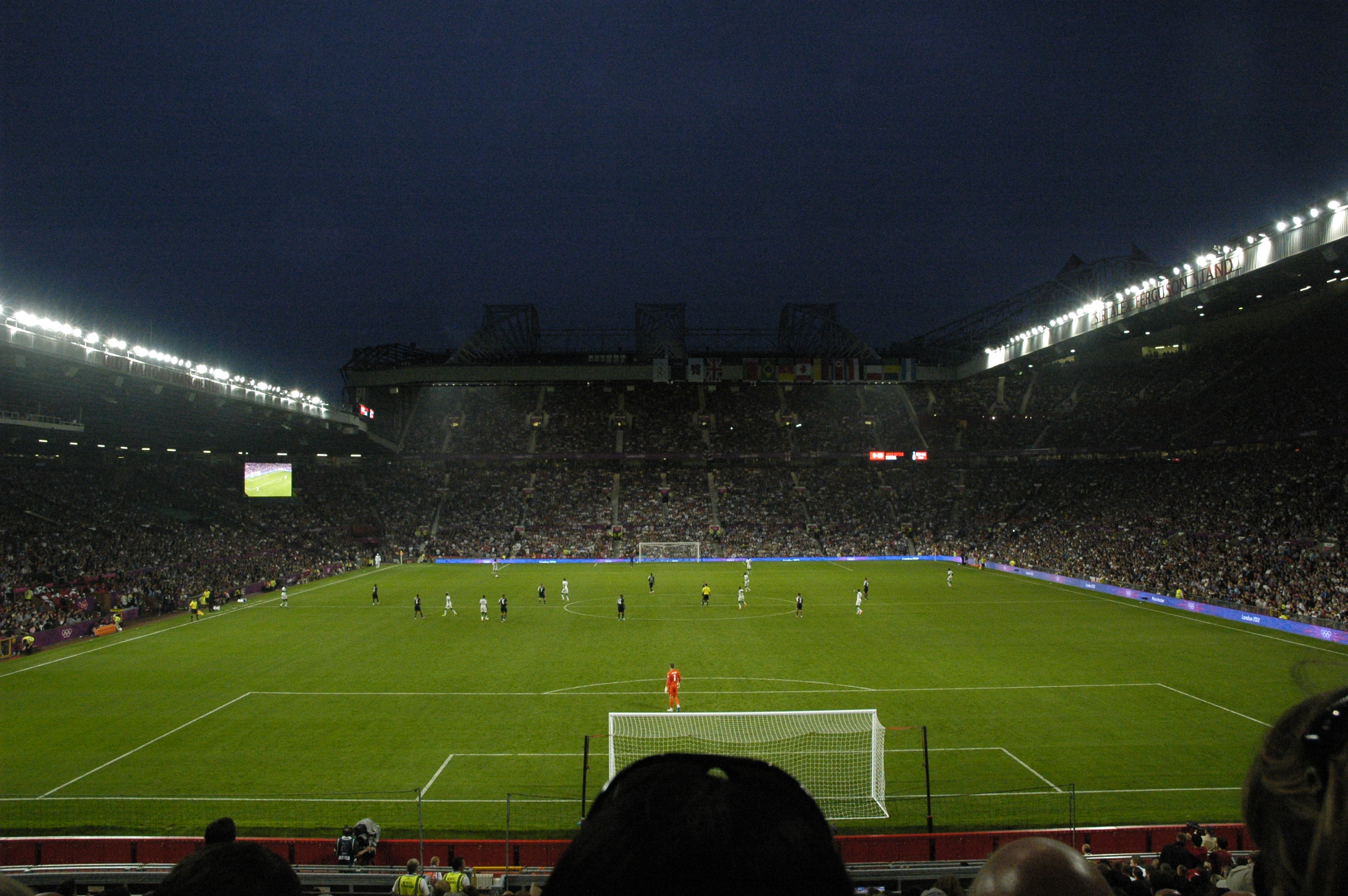
La rencontre Grande-Bretagne-Sénégal à Old Trafford

L'Uruguay lance sa compétition par un succès (2-1) face aux Émirats arabes unis, malgré l'ouverture du score du capitaine émirati Matar. Les uruguayens reviennent à la hauteur de leur adversaire peu avant la pause grâce au coup franc direct de Gastón Ramírez, Nicolás Lodeiro marquant pour sa part le but de la victoire pour l'Uruguay à la 56e minute,,. La Grande-Bretagne joue le second match de la journée disputé sur la pelouse d'Old Trafford face au Sénégal. Les Britanniques ouvrent le score par l’intermédiaire du gallois Craig Bellamy qui reprend de volé un coup franc du capitaine Ryan Giggs mal repoussé par la défense sénégalaise, à dix minutes du terme le Sénégal égalise par Konaté, qui bien lancé en profondeur trompe Butland d'un petit ballon piqué. La Grande-Bretagne commence son tournoi olympique par un match nul (1-1),.
La seconde journée est disputée le 29 juillet 2012 à Wembley. Lors de la première rencontre l'Uruguay est surpris par le Sénégal. Les lionceaux de la Téranga ouvrent le score dès la dixième minute de jeu, sur un corner Martín Campaña repousse une tête sénégalaise directement dans les pieds de Konaté qui pousse le cuir au fond des filets. Le défenseur Abdoulaye Ba laisse ses partenaires en infériorité numérique dès la demi-heure de jeu à la suite d'une faute sur Luis Suárez. Sept minutes plus tard Konaté inscrit son second but de la partie sur un nouveau corner victorieux. Malgré sa supériorité numérique pendant une heure l'Uruguay ne réussit pas à faire son retard et s'incline (2-0),,. La Grande-Bretagne affronte ensuite les Émirats arabes unis lors du second match du jour. Les Britanniques prennent les devants en première mi-temps grâce à leur capitaine Giggs. Rashed Eisa remet les deux équipes à égalité à l'heure de jeu. Les Britanniques se reprennent en inscrivant deux buts en l'espace de trois minutes par Scott Sinclair puis Daniel Sturridge pour une victoire finale sur le score de 3-1.
La troisième journée est décisive pour la qualification en quart de finale, le Sénégal qui n'a besoin que d'un point pour se qualifier, rencontre les Émirats arabes unis au City of Coventry Stadium. Malgré l'ouverture du score de Matar en première période, les sénégalais reviennent dans le match grâce à l'inévitable Konaté qui ramène le Sénégal à hauteur dès la reprise. Le score n’évoluant plus par la suite, le Sénégal se qualifie pour les quarts de finale,,. Dans le même temps la Grande-Bretagne et l'Uruguay se rencontrent au Millennium Stadium de Cardiff devant 70 438 spectateurs. Les Britanniques prennent l'avantage juste avant la pause grâce à Daniel Sturridge, l'Uruguayen se procure une grosse occasion en fin de match lorsqu'une frappe de Gastón Ramírez touche les montants de Butland. Avec cette victoire 1-0 les britanniques se qualifient pour les quarts de finale tandis que l'Uruguay est éliminé,,,,.

#### Groupe B
| Rang | Équipe       | Pts | J | G | N | P | Bp | Bc | Diff |
| ---- | ------------ | --- | - | - | - | - | -- | -- | ---- |
| 1    | Mexique      | 7   | 3 | 2 | 1 | 0 | 3  | 0  | +3   |
| 2    | Corée du Sud | 5   | 3 | 1 | 2 | 0 | 2  | 1  | +1   |
| 3    | Gabon        | 2   | 3 | 0 | 2 | 1 | 1  | 3  | -2   |
| 4    | Suisse       | 1   | 3 | 0 | 1 | 2 | 2  | 4  | -2   |

|  | Qualifié pour le deuxième tour de la compétition.                                                                  |
|  | Pts points ; G victoires ; N match nuls ; P défaites Bp buts marqués ; Bc buts encaissés ; Diff différence de buts |

1re journée
| 26 juillet 2012 | Mexique | 0 - 0   | Corée du Sud                                                                       |                                                                         |                                                                         |
| 14 h 30 CEST    | |         |                                                                                    | St James' Park, Newcastle Spectateurs : 15 748 Arbitrage : Selim Jedidi | St James' Park, Newcastle Spectateurs : 15 748 Arbitrage : Selim Jedidi |
| 14 h 30 CEST    | Rapport |         |                                                                                    | St James' Park, Newcastle Spectateurs : 15 748 Arbitrage : Selim Jedidi | St James' Park, Newcastle Spectateurs : 15 748 Arbitrage : Selim Jedidi |
| 14 h 30 CEST    | Corona - Salcido, Mier, Chávez, Reyes, Vidrio - Herrera 59e ( 70e Enríquez), Aquino, Ponce - Fabián ( 85e Jiménez) - Peralta ( 66e Giovani dos Santos) | Équipes | Jung - Yun, Kim, Hwang, Kim - Ki, Kim, Nam ( 87e Ji), Koo, Park - Park ( 76e Baek) | St James' Park, Newcastle Spectateurs : 15 748 Arbitrage : Selim Jedidi | St James' Park, Newcastle Spectateurs : 15 748 Arbitrage : Selim Jedidi |

| 26 juillet 2012 | Gabon | 1 - 1   | Suisse |                                                                          |                                                                          |
| 17 h 15 CEST    | Aubameyang 45e |         | Mehmedi 5e (pen.) | St James' Park, Newcastle Spectateurs : 15 748 Arbitrage : Wilmar Roldán | St James' Park, Newcastle Spectateurs : 15 748 Arbitrage : Wilmar Roldán |
| 17 h 15 CEST    | | Rapport | Buff 32e, 78e · | St James' Park, Newcastle Spectateurs : 15 748 Arbitrage : Wilmar Roldán | St James' Park, Newcastle Spectateurs : 15 748 Arbitrage : Wilmar Roldán |
| 17 h 15 CEST    | Ovono - Dinda, Ndong - Engonga, N'Doumbou, Madinda, Tandjigora 49e, Boussoughou, Obiang - Nono 18e ( 74e Méyé), Aubameyang | Équipes | Benaglio - Morganella, Schär, Klose 14e, Rodríguez - Hochstrasser, Zuber ( 68e Kasami), Frei, Buff 32e, 78e, Emeghara ( 84e Amir Abrashi) - Mehmedi | St James' Park, Newcastle Spectateurs : 15 748 Arbitrage : Wilmar Roldán | St James' Park, Newcastle Spectateurs : 15 748 Arbitrage : Wilmar Roldán |

2e journée
| 29 juillet 2012 | Mexique | 2 - 0   | Gabon |                                                                                       |                                                                                       |
| 14 h 30 CEST    | Giovani 63e 90+2e (pen.) |         | | City of Coventry Stadium, Coventry Spectateurs : 28 171 Arbitrage : Benjamin Williams | City of Coventry Stadium, Coventry Spectateurs : 28 171 Arbitrage : Benjamin Williams |
| 14 h 30 CEST    | | Rapport | H. Ndong 50e, 90+1e · | City of Coventry Stadium, Coventry Spectateurs : 28 171 Arbitrage : Benjamin Williams | City of Coventry Stadium, Coventry Spectateurs : 28 171 Arbitrage : Benjamin Williams |
| 14 h 30 CEST    | Corona - Salcido, Mier, Chávez, Reyes 41e, Vidrio ( 46e Giovani dos Santos) - Herrera ( 48e Enríquez), Aquino, Ponce - Fabián ( 76e Cortés) - Peralta | Équipes | Ovono - Dinda 43e ( 85e Nzambe), Ndong 50e, 90+1e - Engonga, N'Doumbou, Madinda, Tandjigora, Boussoughou, Obiang ( 83e Samson Mbingui) - Aubameyang, Méyé | City of Coventry Stadium, Coventry Spectateurs : 28 171 Arbitrage : Benjamin Williams | City of Coventry Stadium, Coventry Spectateurs : 28 171 Arbitrage : Benjamin Williams |

| 29 juillet 2012 | Corée du Sud                                                                               | 2 - 1   | Suisse |                                                                                 |                                                                                 |
| 17 h 15 CEST    | Park 57e · Kim 64e                                                                         |         | Emeghara 60e | City of Coventry Stadium, Coventry Spectateurs : 30 114 Arbitrage : Raúl Orosco | City of Coventry Stadium, Coventry Spectateurs : 30 114 Arbitrage : Raúl Orosco |
| 17 h 15 CEST    | Rapport                                                                                    |         | | City of Coventry Stadium, Coventry Spectateurs : 30 114 Arbitrage : Raúl Orosco | City of Coventry Stadium, Coventry Spectateurs : 30 114 Arbitrage : Raúl Orosco |
| 17 h 15 CEST    | Jung - Yun, Kim, Hwang, Kim - Ki, Kim, Nam ( 61e Baek), Koo, Park 68e - Park 71e ( 73e Ji) | Équipes | Benaglio - Morganella 66e, Schär, Klose 14e, Rodríguez - Abrashi, Zuber ( 71e 90+2e Drmić), Frei, Kasami 1e ( 85e Wiss), Emeghara 88e - Mehmedi | City of Coventry Stadium, Coventry Spectateurs : 30 114 Arbitrage : Raúl Orosco | City of Coventry Stadium, Coventry Spectateurs : 30 114 Arbitrage : Raúl Orosco |

3e journée
| 1er août 2012 | Mexique | 1 - 0   | Suisse |                                                                              |                                                                              |
| 17 h 00 CEST  | Peralta 68e |         | | Millennium Stadium, Cardiff Spectateurs : 50 000 Arbitrage : Ravshan Irmatov | Millennium Stadium, Cardiff Spectateurs : 50 000 Arbitrage : Ravshan Irmatov |
| 17 h 00 CEST  | Rapport |         | | Millennium Stadium, Cardiff Spectateurs : 50 000 Arbitrage : Ravshan Irmatov | Millennium Stadium, Cardiff Spectateurs : 50 000 Arbitrage : Ravshan Irmatov |
| 17 h 00 CEST  | Corona - Salcido, Mier, Chávez, Reyes, Vidrio ( 46e Jiménez) - Aquino, Enríquez - Fabián ( 79e Ponce),Peralta, Giovani dos Santos ( 84e Jiménez) | Équipes | Benaglio - Daprelà 39e, Affolter 45+1e, Klose, Rodríguez - Abrashi ( 76e Wiss), Zuber ( 61e Drmić), Frei, Kasami ( 85e 87e Hochstrasser), Emeghara - Mehmedi | Millennium Stadium, Cardiff Spectateurs : 50 000 Arbitrage : Ravshan Irmatov | Millennium Stadium, Cardiff Spectateurs : 50 000 Arbitrage : Ravshan Irmatov |

| 1er août 2012 | Corée du Sud                                                                                      | 0 - 0   | Gabon |                                                                        |                                                                        |
| 17 h 00 CEST  |                                                                                                   |         | | Stade Wembley, Londres Spectateurs : 76 927 Arbitrage : Pavel Královec | Stade Wembley, Londres Spectateurs : 76 927 Arbitrage : Pavel Královec |
| 17 h 00 CEST  | Rapport                                                                                           |         | | Stade Wembley, Londres Spectateurs : 76 927 Arbitrage : Pavel Královec | Stade Wembley, Londres Spectateurs : 76 927 Arbitrage : Pavel Královec |
| 17 h 00 CEST  | Jung 82e - Yun, Kim, Hwang, Kim - Ki, Kim ( 61e Ji), Baek, Koo, Park ( 46e Nam) - Park ( 80e Kim) | Équipes | Ovono - Dinda, Nzambe, Ndong - Engonga, Madinda ( 66e Samson Mbingui), Tandjigora ( 10e 61e N'Doumbou), Boussoughou, Obiang - Aubameyang, Méyé ( 76e Nono) | Stade Wembley, Londres Spectateurs : 76 927 Arbitrage : Pavel Královec | Stade Wembley, Londres Spectateurs : 76 927 Arbitrage : Pavel Královec |

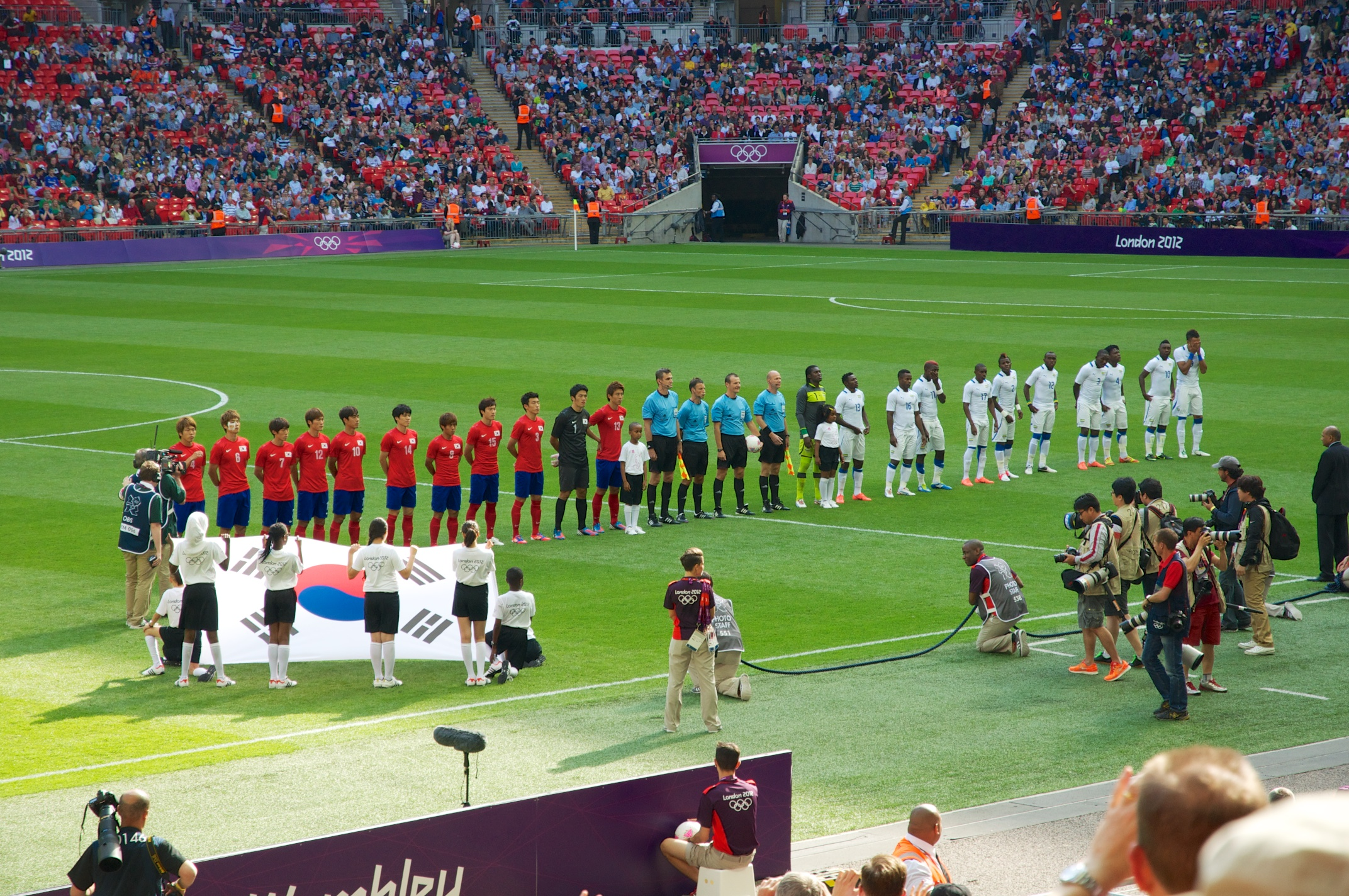
La rencontre Corée du Sud-Gabon à Wembley

La compétition débute au St James' Park de Newcastle pour les quatre équipes du Groupe B. Lors de la première rencontre le Mexique est opposé à la Corée du Sud. Les mexicains se procurent quelques occasions en fin de match mais n'arrivent pas à marquer. Les deux équipes font donc match nul (0-0) pour leur entrée dans la compétition,,. La Suisse affronte ensuite le Gabon dans le second match du jour. Les helvètes obtiennent dès la troisième minute un penalty pour une faute de Henri Ndong sur Innocent Emeghara. La sentence est transformée par Mehmedi en prenant Didier Ovono à contre-pied. Les gabonais ne se laissent pas abattre et se procurent une occasion par l'intermédiaire de Jerry Obiang qui tire sur la barre transversale. Peu avant la mi-temps Pierre-Emerick Aubameyang idéalement lancé par N'Doumbou égalise, profitant du laxisme de la défense suisse. En fin de match Oliver Buff est expulsé pour une simulation à la suite d'un second avertissement. Gabonais et Suisse se séparent finalement sur un match nul 1-1,,,.
La seconde journée est disputée à Coventry. Tout d'abord, le Mexique rencontre le Gabon. Si, en première période les deux sélections font jeu égal, en seconde période les mexicains prennent le dessus avec un doublé de Giovani dos Santos qui ouvre le score à la 63e minute sur une contre-attaque avant d'inscrire un pénalty dans le temps additionnel,,. Ensuite, la Corée du Sud affronte la Suisse. Les sud-coréens ouvrent la marque par Park Chu-young qui trompe Benaglio d'une tête plongeante à la 57e minute. Les suisses reviennent immédiatement dans le match, Emeghara égalisant de la tête sur un centre de Rodríguez trois minutes plus tard. Cependant, sur une reprise de volée de Kim Bo-kyung les sud-coréens reprennent définitivement l'avantage à la 64e minute. Les sud-coréens s'imposent donc 2-1 face à la Nati,,. L'après-match est marqué par les insultes de Michel Morganella envers les joueurs sud-coréens. Il est exclu de la sélection le lendemain.
Lors de la troisième et dernière journée, le Mexique affronte la Suisse qui est dans l'obligation de gagner par deux buts d'écart pour ne pas être éliminée. À la 69e minute, Peralta lancé par Giovani dos Santos vient battre Benaglio pour ce qui est le seul but de la rencontre. Ce résultat offre la première place du groupe au Mexique, la Suisse étant en revanche éliminée,,. Dans le même temps, la Corée du Sud et le Gabon s'affrontent au Stade Wembley. Les deux sélections font match nul (0-0), ce qui qualifie la Corée du Sud pour le tour suivant,.

#### Groupe C
| Rang | Équipe           | Pts | J | G | N | P | Bp | Bc | Diff |
| ---- | ---------------- | --- | - | - | - | - | -- | -- | ---- |
| 1    | Brésil           | 9   | 3 | 3 | 0 | 0 | 9  | 3  | +6   |
| 2    | Égypte           | 4   | 3 | 1 | 1 | 1 | 6  | 5  | +1   |
| 3    | Biélorussie      | 3   | 3 | 1 | 0 | 2 | 3  | 6  | -3   |
| 4    | Nouvelle-Zélande | 1   | 3 | 0 | 1 | 2 | 1  | 5  | -4   |

|  | Qualifié pour le deuxième tour de la compétition.                                                                  |
|  | Pts points ; G victoires ; N match nuls ; P défaites Bp buts marqués ; Bc buts encaissés ; Diff différence de buts |

1re journée
| 26 juillet 2012 | Biélorussie | 1 - 0   | Nouvelle-Zélande |                                                                                    |                                                                                    |
| 19 h 45 CEST    | Baha 45+1e |         | | City of Coventry Stadium, Coventry Spectateurs : 14 457 Arbitrage : Bakary Gassama | City of Coventry Stadium, Coventry Spectateurs : 14 457 Arbitrage : Bakary Gassama |
| 19 h 45 CEST    | Rapport |         | | City of Coventry Stadium, Coventry Spectateurs : 14 457 Arbitrage : Bakary Gassama | City of Coventry Stadium, Coventry Spectateurs : 14 457 Arbitrage : Bakary Gassama |
| 19 h 45 CEST    | Hutar - Kuzmyanok, Palitsevich 51e, Kazlow, Palyakow - Salavey ( 51e Aleksiyevich), Drahun, Baha, Bressan ( 80e Varankow), Gordeichuk - Kornilenko ( 90e Zubovich) | Équipes | O'Keefe - Hogg, Smith 1e, Nelsen, Thomas ( 77e McGeorge) - Payne, Barbarouses 60e, McGlinchey - Smeltz, Wood, Rojas | City of Coventry Stadium, Coventry Spectateurs : 14 457 Arbitrage : Bakary Gassama | City of Coventry Stadium, Coventry Spectateurs : 14 457 Arbitrage : Bakary Gassama |

| 26 juillet 2012 | Brésil | 3 - 2   | Égypte |                                                                              |                                                                              |
| 19 h 45 CEST    | Rafael 16e · Leandro Damião 26e · Neymar 30e |         | Aboutreika 52e · Salah 76e | Millennium Stadium, Cardiff Spectateurs : 26 812 Arbitrage : Gianluca Rocchi | Millennium Stadium, Cardiff Spectateurs : 26 812 Arbitrage : Gianluca Rocchi |
| 19 h 45 CEST    | Rapport |         | | Millennium Stadium, Cardiff Spectateurs : 26 812 Arbitrage : Gianluca Rocchi | Millennium Stadium, Cardiff Spectateurs : 26 812 Arbitrage : Gianluca Rocchi |
| 19 h 45 CEST    | Neto - Rafael, Thiago Silva, Juan Jesus, Marcelo, Rômulo - Sandro ( 78e Danilo), Oscar - Neymar, Leandro Damião ( 77e Pato), Hulk 60e ( 72e Ganso) | Équipes | El-Shenawy - El-Din 71e, Ramadan 87e, Hegazy, Fathy - Gomaa 33e ( 74e Ahmed), Hassan, El-Nenny ( 89e Magdi) - Aboutrika, Mohsen ( 46e Salah), Moteab | Millennium Stadium, Cardiff Spectateurs : 26 812 Arbitrage : Gianluca Rocchi | Millennium Stadium, Cardiff Spectateurs : 26 812 Arbitrage : Gianluca Rocchi |

2e journée
| 29 juillet 2012 | Égypte | 1 - 1   | Nouvelle-Zélande |                                                                            |                                                                            |
| 12 h 0 CEST     | Salah 40e |         | Wood 17e | Old Trafford, Manchester Spectateurs : 50 050 Arbitrage : Mark Clattenburg | Old Trafford, Manchester Spectateurs : 50 050 Arbitrage : Mark Clattenburg |
| 12 h 0 CEST     | Rapport |         | | Old Trafford, Manchester Spectateurs : 50 050 Arbitrage : Mark Clattenburg | Old Trafford, Manchester Spectateurs : 50 050 Arbitrage : Mark Clattenburg |
| 12 h 0 CEST     | El-Shenawy - El-Din 60e, Hegazy, Fathy, Ramadan - Gomaa ( 88e Ahmed), Hassan, El-Nenny ( 68e Magdi) - Aboutrika ( 88e Mohsen), Moteab, Salah | Équipes | O'Keefe - Hogg ( 63e Musa), Smith, Nelsen, Thomas ( 89e Feneridis) - Payne, Barbarouses, McGlinchey - Smeltz 81e, Wood, Rojas ( 84e Howieson) | Old Trafford, Manchester Spectateurs : 50 050 Arbitrage : Mark Clattenburg | Old Trafford, Manchester Spectateurs : 50 050 Arbitrage : Mark Clattenburg |

| 29 juillet 2012 | Brésil | 3 - 1   | Biélorussie |                                                                            |                                                                            |
| 14 h 45 CEST    | Pato 15e · Neymar 65e · Oscar 90+3e                                                                                                   |         | Bressan 8e | Old Trafford, Manchester Spectateurs : 66 212 Arbitrage : Yuichi Nishimura | Old Trafford, Manchester Spectateurs : 66 212 Arbitrage : Yuichi Nishimura |
| 14 h 45 CEST    | Rapport |         | | Old Trafford, Manchester Spectateurs : 66 212 Arbitrage : Yuichi Nishimura | Old Trafford, Manchester Spectateurs : 66 212 Arbitrage : Yuichi Nishimura |
| 14 h 45 CEST    | Neto - Rafael, Thiago Silva, Juan Jesus, Marcelo, Rômulo - Sandro ( 64e Ganso), Oscar - Neymar, Hulk ( 86e Danilo), Pato ( 85e Lucas) | Équipes | Hutar - Kuzmyanok, Palitsevich, Kazlow 14e ( 80e Hawrylovich), Palyakow - Drahun 80e, Baha, Bressan, Aleksiyevich ( 70e Varankow), Gordeichuk - Kornilenko ( 78e Zubovich) | Old Trafford, Manchester Spectateurs : 66 212 Arbitrage : Yuichi Nishimura | Old Trafford, Manchester Spectateurs : 66 212 Arbitrage : Yuichi Nishimura |

3e journée
| 1er août 2012 | Brésil | 3 - 0   | Nouvelle-Zélande |                                                                           |                                                                           |
| 14 h 30 CEST  | Danilo 23e · Leandro Damião 29e · Sandro 52e |         | | St James' Park, Newcastle Spectateurs : 25 201 Arbitrage : Bakary Gassama | St James' Park, Newcastle Spectateurs : 25 201 Arbitrage : Bakary Gassama |
| 14 h 30 CEST  | Alex Sandro 71e, 76e | Rapport | | St James' Park, Newcastle Spectateurs : 25 201 Arbitrage : Bakary Gassama | St James' Park, Newcastle Spectateurs : 25 201 Arbitrage : Bakary Gassama |
| 14 h 30 CEST  | Gabriel - Rafael, Thiago Silva, Juan Jesus, Marcelo - Sandro ( 82e Rômulo), Danilo, Alex Sandro 71e, 76e - Lucas, Leandro Damião ( 80e Oscar), Neymar ( 76e Pato) | Équipes | O'Keefe - Smith, Nelsen, Hogg 55e, Thomas ( 46e 51e Myers) - Barbarouses ( 46e Howieson), McGlinchey, Payne - Rojas ( 82e Lucas), Smeltz, Wood | St James' Park, Newcastle Spectateurs : 25 201 Arbitrage : Bakary Gassama | St James' Park, Newcastle Spectateurs : 25 201 Arbitrage : Bakary Gassama |

| 1er août 2012 | Égypte | 3 - 1   | Biélorussie |                                                                             |                                                                             |
| 14 h 30 CEST  | Mohamed Salah 56e · Mohsen 73e · Aboutreika 79e                                                                                         |         | Varankow 87e | Hampden Park, Glasgow Spectateurs : 8 732 Arbitrage : Roberto García Orozco | Hampden Park, Glasgow Spectateurs : 8 732 Arbitrage : Roberto García Orozco |
| 14 h 30 CEST  | Rapport |         | | Hampden Park, Glasgow Spectateurs : 8 732 Arbitrage : Roberto García Orozco | Hampden Park, Glasgow Spectateurs : 8 732 Arbitrage : Roberto García Orozco |
| 14 h 30 CEST  | El-Shenawy - Samir, Ramadan, Fathy ( 69e Gaber), Hegazy - El-Nenny, Hassan, Ahmed ( 46e Mohsen) - Aboutrika, Moteab ( 77e Gomaa), Salah | Équipes | Hutar - Palyakow, Kazlow ( 69e Varankow), Palitsevich, Kuzmyanok - Gordeichuk ( 60e Salavey), Aleksiyevich, Baha, Bressan ( 75e Skavych), Drahun - Kornilenko 90+2e | Hampden Park, Glasgow Spectateurs : 8 732 Arbitrage : Roberto García Orozco | Hampden Park, Glasgow Spectateurs : 8 732 Arbitrage : Roberto García Orozco |

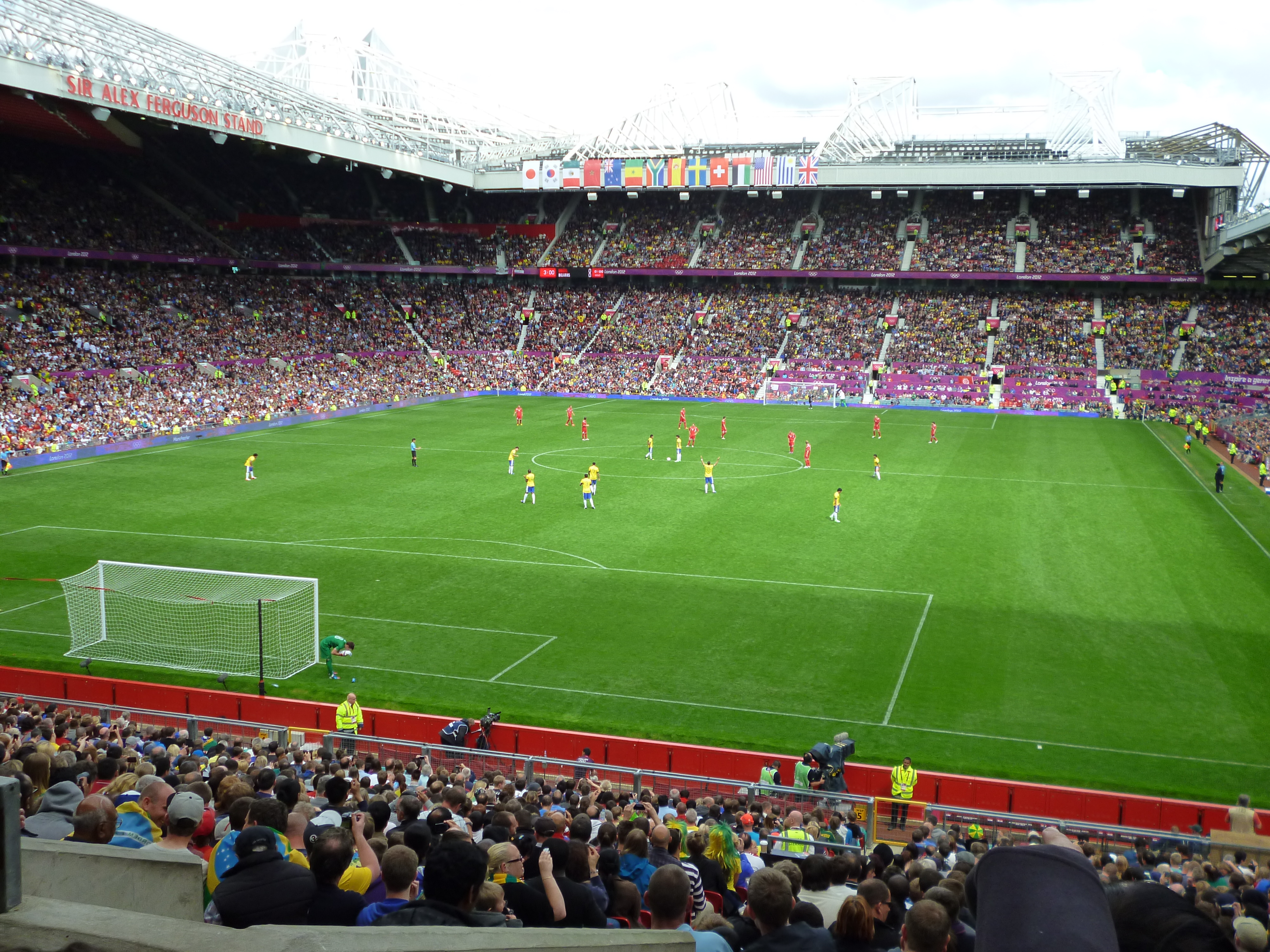
La rencontre Brésil-Biélorussie à Old Trafford

Lors de la première journée, la Biélorussie affronte la Nouvelle-Zélande au City of Coventry Stadium. Dans le temps additionnel de la première période, la Biélorussie ouvre le score sur corner, la sortie aux poings manquée d'O'Keefe permet à Dzmitry Baha de marquer de la tête dans le but vide. En seconde période, les biélorusses continuent de dominer mais O'Keefe repousse leurs tentatives. En toute fin de partie, Kornilenko voit sa puissante frappe repoussée par la barre néo-zélandaise. La Biélorussie lance idéalement sa compétition par un succès (1-0),. Le Brésil rencontre dans le même temps, l'Égypte au Millennium Stadium de Cardiff. Les brésiliens prennent rapidement les devants. Lancé par Oscar, Rafael ouvre le score au quart d'heure de jeu. Sur un long ballon vers l'avant Oscar récupère le ballon avant de dribbler le portier égyptien. Sa passe en retrait trouve Leandro Damião qui marque dans le but vide. À la demi-heure de jeu, la star brésilienne Neymar donne trois buts d'avance aux siens de la tête. En seconde période, la physionomie du match évolue radicalement puisqu’après seulement sept minutes dans le second acte Mohamed Aboutreika réduit l'écart avant que Salah marque un second but pour les siens à la 76e minute. Cependant, le Brésil finit par s'imposer (3-2),.
Lors de la seconde journée, l'Égypte et la Nouvelle-Zélande s'affronte à Old Trafford. Les All Whites ouvrent le score peu après le quart d'heure de jeu par l'intermédiaire de l’attaquant de West Bromwich Wood où il profite sur un corner de la déviation de Smith pour marquer. Peu avant la pause l'Égypte égalise, sur un centre d'Moteab, Salah vient tromper le portier kiwi. Malgré une relative domination des pharaons, les deux équipes partagent les points du match nul,. Le Brésil affronte ensuite la Biélorussie. Le long centre de Kazlow trouve Bressan démarqué au second poteau. Sa tête piquée finit sa course dans le petit filet de Neto. À la quinzième minute de jeu, le centre de Neymar trouve la tête de Pato qui prend le meilleur sur le défenseur Kuzmyanok pour remettre les deux équipes à égalité. Neymar donne l'avantage aux Auriverdes sur un coup franc peu après l'heure de jeu. Dans le temps additionnel la Seleção inscrit un nouveau but. Oscar est lancé par la talonnade de Neymar et gagne son duel avec Hutar d'une puissante frappe de l’intérieur du pied. Ce succès Brésilien (3-1) qualifie les Auriverdes pour les quarts de finale,,.
Le Brésil déjà qualifié rencontre la Nouvelle-Zélande au St James' Park de Newcastle. Les brésiliens ouvrent le score au bout de vingt-trois minutes, Danilo trompant O'Keefe après un une-deux avec Leandro Damião. Damião inscrit six minutes après un second but sur un travail d'Alex Sandro. En seconde période, Sandro laissé seul au second poteau marque le dernier but de la rencontre, sur un coup franc excentré tiré par Marcelo. Avec cette victoire (3-0) les Auriverdes prennent la première place du groupe,,. Dans le même temps l'Égypte et la Biélorussie se disputent la seconde place pour les quarts de finale sur la pelouse de l'Hampden Park de Glasgow. Malgré une certaine domination des égyptiens en fin de première période, il faut attendre la 56e minute pour voir l'ouverture du score par Salah. Par la suite, Mohsen puis Aboutreika inscrivent deux nouveaux buts. En fin de match, Varankow réduit l'écart. Cette victoire (3-1) permet à l'Égypte de se qualifier,.

#### Groupe D
| Rang | Équipe   | Pts | J | G | N | P | Bp | Bc | Diff |
| ---- | -------- | --- | - | - | - | - | -- | -- | ---- |
| 1    | Japon    | 7   | 3 | 2 | 1 | 0 | 2  | 0  | +2   |
| 2    | Honduras | 5   | 3 | 1 | 2 | 0 | 3  | 2  | +1   |
| 3    | Maroc    | 2   | 3 | 0 | 2 | 1 | 2  | 3  | -1   |
| 4    | Espagne  | 1   | 3 | 0 | 1 | 2 | 0  | 2  | -2   |

|  | Qualifié pour le deuxième tour de la compétition.                                                                  |
|  | Pts points ; G victoires ; N match nuls ; P défaites Bp buts marqués ; Bc buts encaissés ; Diff différence de buts |

1re journée
| 26 juillet 2012 | Honduras | 2 - 2   | Maroc |                                                                       |                                                                       |
| 12 h 00 CEST    | Bengtson 56e 65e (pen.) |         | Barrada 39e · Labyad 67e | Hampden Park, Glasgow Spectateurs : 23 421 Arbitrage : Pavel Královec | Hampden Park, Glasgow Spectateurs : 23 421 Arbitrage : Pavel Královec |
| 12 h 00 CEST    | | Rapport | Bergdhich 72e · | Hampden Park, Glasgow Spectateurs : 23 421 Arbitrage : Pavel Královec | Hampden Park, Glasgow Spectateurs : 23 421 Arbitrage : Pavel Královec |
| 12 h 00 CEST    | Mendoza - Figueroa, Velásquez 32e, Leverón - Peralta 90+3e - Martínez ( 88e Peralta), Mejía, López ( 57e Hernández), Najar, Espinoza 87e - Bengtson ( 79e Lozano) | Équipes | Amsif - Abarhoun, El Kaoutari, Bergdich 72e, Jebbour - Fettouhi, Barrada ( 89e Najah), Kharja 54e - Labyad, Amrabat ( 90e El Kaddouri), Bidaoui 51e ( 75e Noussir) | Hampden Park, Glasgow Spectateurs : 23 421 Arbitrage : Pavel Královec | Hampden Park, Glasgow Spectateurs : 23 421 Arbitrage : Pavel Královec |

| 26 juillet 2012 | Espagne | 0 - 1   | Japon |                                                                    |                                                                    |
| 14 h 45 CEST    | |         | Otsu 34e | Hampden Park, Glasgow Spectateurs : 37 726 Arbitrage : Mark Geiger | Hampden Park, Glasgow Spectateurs : 37 726 Arbitrage : Mark Geiger |
| 14 h 45 CEST    | I. Martínez 41e | Rapport | | Hampden Park, Glasgow Spectateurs : 37 726 Arbitrage : Mark Geiger | Hampden Park, Glasgow Spectateurs : 37 726 Arbitrage : Mark Geiger |
| 14 h 45 CEST    | De Gea - Domínguez 89e, Alba 40e, Montoya - Javi Martínez, Íñigo Martínez 41e, Koke ( 81e Cristian Tello), Isco ( 63e Oriol Romeu), Adrián López ( 56e Ander Herrera) - Rodrigo, Juan Mata | Équipes | Gonda - Tokunaga, Sakai ( 74e Sakai), Yoshida, Suzuki - Ogihara ( 86e Yamamura), Higashi, Yamaguchi, Kiyotake - Otsu ( 46e Saitō 61e), Nagai | Hampden Park, Glasgow Spectateurs : 37 726 Arbitrage : Mark Geiger | Hampden Park, Glasgow Spectateurs : 37 726 Arbitrage : Mark Geiger |

2e journée
| 29 juillet 2012 | Japon | 1 - 0   | Maroc |                                                                              |                                                                              |
| 17 h 00 CEST    | Nagai 84e |         | | St James' Park, Newcastle Spectateurs : 24 936 Arbitrage : Svein Oddvar Moen | St James' Park, Newcastle Spectateurs : 24 936 Arbitrage : Svein Oddvar Moen |
| 17 h 00 CEST    | Rapport |         | | St James' Park, Newcastle Spectateurs : 24 936 Arbitrage : Svein Oddvar Moen | St James' Park, Newcastle Spectateurs : 24 936 Arbitrage : Svein Oddvar Moen |
| 17 h 00 CEST    | Gonda - Tokunaga, Yoshida, Sakai, Suzuki - Ogihara, Higashi, Yamaguchi, Kiyotake ( 90e Sugimoto) - Otsu ( 46e Saitō 78e), Nagai | Équipes | Amsif - Noussir 90+1e, El Kaoutari, Bergdich, Jebbour - Fettouhi 29e ( 88e El Hassnaoui), Barrada, Kharja - Labyad, Amrabat ( 72e Najah), Bidaoui ( 74e El Kaddouri) | St James' Park, Newcastle Spectateurs : 24 936 Arbitrage : Svein Oddvar Moen | St James' Park, Newcastle Spectateurs : 24 936 Arbitrage : Svein Oddvar Moen |

| 29 juillet 2012 | Espagne | 0 - 1   | Honduras |                                                                      |                                                                      |
| 19 h 45 CEST    | |         | Bengtson 7e | St James' Park, Newcastle Spectateurs : 26 523 Arbitrage : Juan Soto | St James' Park, Newcastle Spectateurs : 26 523 Arbitrage : Juan Soto |
| 19 h 45 CEST    | Rapport |         | | St James' Park, Newcastle Spectateurs : 26 523 Arbitrage : Juan Soto | St James' Park, Newcastle Spectateurs : 26 523 Arbitrage : Juan Soto |
| 19 h 45 CEST    | De Gea - Álvaro Domínguez, Alba, Montoya 39e, Alberto Botía 90e - Javi Martínez 31e ( 83e Cristian Tello 46e), Iker Muniain 78e, Koke ( 46e Ander Herrera), Isco ( 66e Rodrigo) - Adrián López, Juan Mata | Équipes | Mendoza 45+2e - Crisanto, Figueroa, Velásquez, Leverón 78e - Peralta 24e, Martínez, Najar ( 57e Mejía 89e), Espinoza 5e ( 72e Peralta), Garrido 59e - Bengtson ( 81e Lozano) | St James' Park, Newcastle Spectateurs : 26 523 Arbitrage : Juan Soto | St James' Park, Newcastle Spectateurs : 26 523 Arbitrage : Juan Soto |

3e journée
| 1er août 2012 | Japon | 0 - 0   | Honduras |                                                                                 |                                                                                 |
| 17 h 00 CEST  | |         | | City of Coventry Stadium, Coventry Spectateurs : 25 862 Arbitrage : Slim Jedidi | City of Coventry Stadium, Coventry Spectateurs : 25 862 Arbitrage : Slim Jedidi |
| 17 h 00 CEST  | Rapport |         | | City of Coventry Stadium, Coventry Spectateurs : 25 862 Arbitrage : Slim Jedidi | City of Coventry Stadium, Coventry Spectateurs : 25 862 Arbitrage : Slim Jedidi |
| 17 h 00 CEST  | Gonda - Yoshida, Yamamura, Sakai, Suzuki - Muramatsu, Usami, Yamaguchi - Otsu ( 87e Higashi) - Sugimoto ( 67e Kiyotake), Saitō ( 81e Nagai) | Équipes | Mendoza - Crisanto 80e, Figueroa, Velásquez, Leverón - Martínez, Mejía, Najar 51e ( 60e López), Garrido - Lozano ( 77e Peralta), Bengtson | City of Coventry Stadium, Coventry Spectateurs : 25 862 Arbitrage : Slim Jedidi | City of Coventry Stadium, Coventry Spectateurs : 25 862 Arbitrage : Slim Jedidi |

| 1er août 2012 | Espagne | 0 - 0   | Maroc |                                                                             |                                                                             |
| 17 h 00 CEST  | | (0 - 0) | | Old Trafford, Manchester Spectateurs : 35 973 Arbitrage : Benjamin Williams | Old Trafford, Manchester Spectateurs : 35 973 Arbitrage : Benjamin Williams |
| 17 h 00 CEST  | Rapport |         | | Old Trafford, Manchester Spectateurs : 35 973 Arbitrage : Benjamin Williams | Old Trafford, Manchester Spectateurs : 35 973 Arbitrage : Benjamin Williams |
| 17 h 00 CEST  | De Gea - Azpilicueta, Alba, Alberto Botía - Javi Martínez ( 46e Ander Herrera), Íñigo Martínez 35e, Iker Muniain ( 66e Koke),Oriol Romeu, Isco ( 56e Cristian Tello) - Adrián López, Juan Mata 44e | Équipes | Amsif - Noussir, Abarhoun, Feddal 39e, Jebbour - Fettouhi, Barrada, Kharja - Labyad, Amrabat, Bidaoui ( 70e El Hassnaoui) | Old Trafford, Manchester Spectateurs : 35 973 Arbitrage : Benjamin Williams | Old Trafford, Manchester Spectateurs : 35 973 Arbitrage : Benjamin Williams |

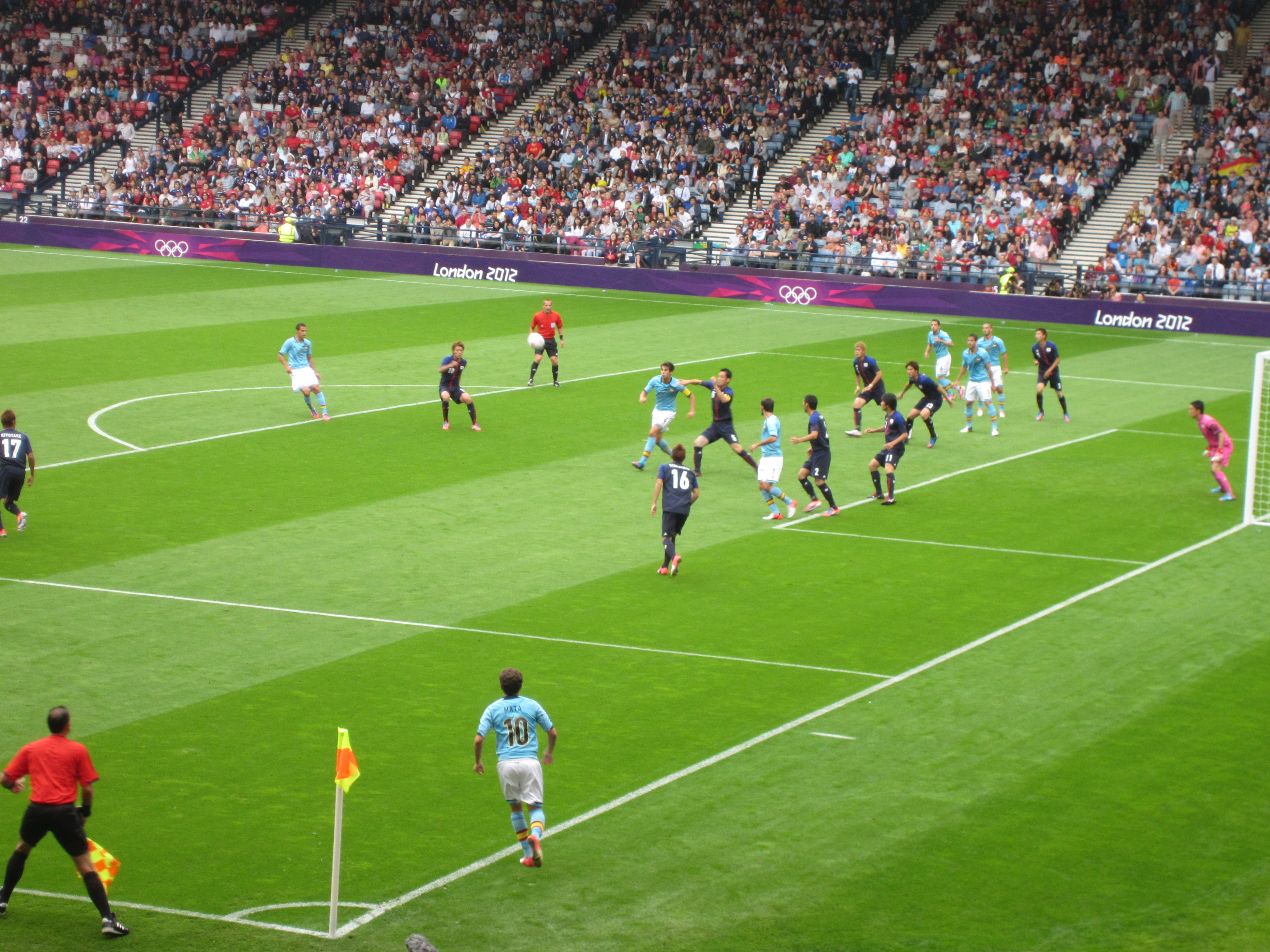
La rencontre Espagne-Japon à Hampden Park

Lors de la première journée disputée à l'Hampden Park de Glasgow, le Honduras et le Maroc font match nul (2-2),,. Lors de la rencontre suivante le Japon s'impose (1-0) face à l'Espagne réduite à dix en première période,,.
Lors de la seconde journée, le Japon bat le Maroc grâce à un but de Kensuke Nagai en fin de match. cette victoire qualifie la sélection olympique nippone pour les quarts de finale,. lors du second match de la journée, l'équipe d'Espagne est une nouvelle fois défaite (1-0). La Rojita pourtant parmi les favorites de l'épreuve est donc éliminée dès la seconde journée,,.
Lors de la troisième et dernière journée, la rencontre entre le Japon et le Honduras disputée au City of Coventry Stadium se solde par un match nul (0-0),. La seconde rencontre du groupe entre l'Espagne et le Maroc disputée à Old Trafford se termine également sur un match nul et vierge,,. Ces deux équipes sont donc éliminées.

### Tableau final
Les rencontres sont à élimination directe à partir des quarts de finale. En cas de match nul à la fin du temps réglementaire, une prolongation (ap) de deux fois quinze minutes est jouée. Si les deux équipes sont toujours à égalité à la fin de la prolongation, une séance de tirs au but (tab) permet de les départager.
|  | Quarts de finale         | Quarts de finale         |                        |                        | Demi-finales             | Demi-finales             |   |  | Finale                 | Finale                 |
|  | Quarts de finale         | Quarts de finale         |                        |                        | Demi-finales             | Demi-finales             |   |  | Finale                 | Finale                 |
|  |                          |                          |                        |                        |                          |                          |   |  |                        |                        |
|  | 4 août 2012 - Cardiff    | 4 août 2012 - Cardiff    |                        |                        | 7 août 2012 - Manchester | 7 août 2012 - Manchester |   |  | 11 août 2012 - Londres | 11 août 2012 - Londres |
|  | 4 août 2012 - Cardiff    | 4 août 2012 - Cardiff    |                        |                        | 7 août 2012 - Manchester | 7 août 2012 - Manchester |   |  | 11 août 2012 - Londres | 11 août 2012 - Londres |
|  | Grande-Bretagne          | 1ap (4)                  |                        |                        | 7 août 2012 - Manchester | 7 août 2012 - Manchester |   |  | 11 août 2012 - Londres | 11 août 2012 - Londres |
|  | Grande-Bretagne          | 1ap (4)                  |                        |                        | 7 août 2012 - Manchester | 7 août 2012 - Manchester |   |  | 11 août 2012 - Londres | 11 août 2012 - Londres |
|  | Corée du Sud             | 1 tab(5)                 |                        |                        | 7 août 2012 - Manchester | 7 août 2012 - Manchester |   |  | 11 août 2012 - Londres | 11 août 2012 - Londres |
|  | Corée du Sud             | 1 tab(5)                 | Corée du Sud           | 0                      |                          |                          |   |  | 11 août 2012 - Londres | 11 août 2012 - Londres |
|  | 4 août 2012 - Newcastle  |                          | Corée du Sud           | 0                      |                          |                          |   |  | 11 août 2012 - Londres | 11 août 2012 - Londres |
|  |                          | Brésil                   | 3                      |                        |                          |                          |   |  | 11 août 2012 - Londres | 11 août 2012 - Londres |
|  | Brésil                   | Brésil                   | 3                      | 3                      |                          |                          |   |  | 11 août 2012 - Londres | 11 août 2012 - Londres |
|  | Brésil                   |                          |                        | 3                      |                          |                          |   |  | 11 août 2012 - Londres | 11 août 2012 - Londres |
|  | Honduras                 | 2                        |                        |                        |                          |                          |   |  | 11 août 2012 - Londres | 11 août 2012 - Londres |
|  | Honduras                 | 2                        | Brésil                 | 1                      |                          |                          |   |  |                        |                        |
|  | 4 août 2012 - Londres    |                          | Brésil                 | 1                      |                          |                          |   |  |                        |                        |
|  |                          | Mexique                  | 2                      |                        |                          |                          |   |  |                        |                        |
|  | Mexique                  | Mexique                  | 2                      | 4 ap                   |                          |                          |   |  |                        |                        |
|  | Mexique                  | 7 août 2012 - Londres    |                        | 4 ap                   |                          |                          |   |  |                        |                        |
|  | Sénégal                  | 2                        |                        |                        |                          |                          |   |  |                        |                        |
|  | Sénégal                  | 2                        | Mexique                | 3                      |                          |                          |   |  |                        |                        |
|  | 4 août 2012 - Manchester | 4 août 2012 - Manchester | Mexique                | 3                      | Match pour la 3e place   | Match pour la 3e place   |   |  |                        |                        |
|  | 4 août 2012 - Manchester | 4 août 2012 - Manchester |                        | Japon                  | Match pour la 3e place   | Match pour la 3e place   | 1 |  |                        |                        |
|  | Japon                    | 3                        | 10 août 2012 - Cardiff | 10 août 2012 - Cardiff |                          |                          | 1 |  |                        |                        |
|  | Japon                    | 3                        | 10 août 2012 - Cardiff | 10 août 2012 - Cardiff |                          |                          |   |  |                        |                        |
|  | Égypte                   | 0                        |                        | Japon                  | 0                        |                          |   |  |                        |                        |
|  | Égypte                   | 0                        |                        | Japon                  | 0                        |                          |   |  |                        |                        |
|  |                          |                          |                        |                        |                          |                          |   |  | Corée du Sud           | 2                      |
|  |                          |                          |                        |                        |                          |                          |   |  | Corée du Sud           | 2                      |

#### Quarts de finale
| 4 août 2012 | Japon | 3 - 0   | Égypte |                                                                       |                                                                       |
| 12h00 CEST  | Nagai 14e · Yoshida 78e · Otsu 83e | (1 - 0) | | Old Trafford, Manchester Spectateurs : 70 772 Arbitrage : Mark Geiger | Old Trafford, Manchester Spectateurs : 70 772 Arbitrage : Mark Geiger |
| 12h00 CEST  | | Rapport | Saad 41e · | Old Trafford, Manchester Spectateurs : 70 772 Arbitrage : Mark Geiger | Old Trafford, Manchester Spectateurs : 70 772 Arbitrage : Mark Geiger |
| 12h00 CEST  | Gonda - Tokunaga 43e, Sakai, Yoshida, Suzuki - Ogihara, Higashi ( 72e Sakai), Yamaguchi, Kiyotake ( 84e Usami) - Otsu, Nagai ( 20e Saitō) · Entraîneur : Takashi Sekizuka | Équipes | El-Shenawy - Hegazy, Fathy, Ramadan, Saad 41e - Ahmed ( 45+1e El-Din 78e), Hassan, El-Nenny - Aboutrika, Moteab ( 74e Mohsen), Salah ( 58e Gaber) · Entraîneur : Hany Ramzy | Old Trafford, Manchester Spectateurs : 70 772 Arbitrage : Mark Geiger | Old Trafford, Manchester Spectateurs : 70 772 Arbitrage : Mark Geiger |

Le Japon vainqueur du groupe D affronte l'Égypte second du groupe C en quart de finale. La rencontre disputée sur la pelouse d'Old Trafford est arbitrée par l'américain Mark Geiger. Lors de cette rencontre les Samurai Blue mettent rapidement la défense égyptienne sous pression. Suzuki se procure une première occasion au bout de dix minute sur un coup franc, sa tête passant devant la cage de El-Shenawy. L'attaquant du Nagoya Grampus Kensuke Nagai ouvre le score dès la 14e minute, à la suite d'une récupération de balle de Hiroshi Kiyotake sur le défenseur Ramadan. Nagai est lancé dans la profondeur par son coéquipier et devance la sortie du portier adverse pour marquer dans le but vide, le retour du défenseur adverse Saadeldine Saad n'y changeant rien. Les égyptiens essaient de revenir dans la partie et se procurent à la demi-heure de jeu une occasion par Moteab. Peu avant la mi-temps, l'Égypte est réduite à dix à la suite de l'expulsion directe de Saadeldine Saad. Saitō entré en jeu pour suppléer le buteur nippon Nagai est balancé par le défenseur Saad alors qu'il se présentait seul face au gardien égyptien. En seconde mi-temps, le Japon inscrit deux nouveaux buts grâce à Yoshida à la 78e minute d’une tête plongeante sur un coup franc venu de la droite et à la 83e minute d'un nouveau but de la tête signé Otsu sur un centre d'Ogihara, portant ainsi le score à 3-0 pour les siens. Ce succès permet de renouer avec les demi-finales 44 ans après leur dernière participation à ce stade de la compétition lors des jeux de Mexico de 1968,,,,.
| 4 août 2012 | Mexique | 4 - 2 a. p. | Sénégal |                                                                            |                                                                            |
| 14h30 CEST  | Enríquez 10e · Aquino 62e · Giovani 98e · Herrera 109e | (1 - 0)     | Konaté 69e · Baldé 76e | Wembley Stadium, Londres Spectateurs : 81 855 Arbitrage : Mark Clattenburg | Wembley Stadium, Londres Spectateurs : 81 855 Arbitrage : Mark Clattenburg |
| 14h30 CEST  | Rapport |             | | Wembley Stadium, Londres Spectateurs : 81 855 Arbitrage : Mark Clattenburg | Wembley Stadium, Londres Spectateurs : 81 855 Arbitrage : Mark Clattenburg |
| 14h30 CEST  | Corona - Jiménez 73e, Salcido, Mier, Chávez, Reyes - Aquino ( 75e Herrera 102e), Enríquez - Fabián ( 100e Ponce) - Peralta ( 107e Jiménez), Giovani · Entraîneur : Luis Fernando Tena | Équipes     | Mané - Ciss ( 69e Gueye), Ba 115e, Gueye, Touré 74e, Souaré 82e - Kouyaté, Mané, Diamé ( 90+1e Mbodj) - Konaté, Yero 50e ( 60e Baldé) · Entraîneur : Joseph Koto | Wembley Stadium, Londres Spectateurs : 81 855 Arbitrage : Mark Clattenburg | Wembley Stadium, Londres Spectateurs : 81 855 Arbitrage : Mark Clattenburg |

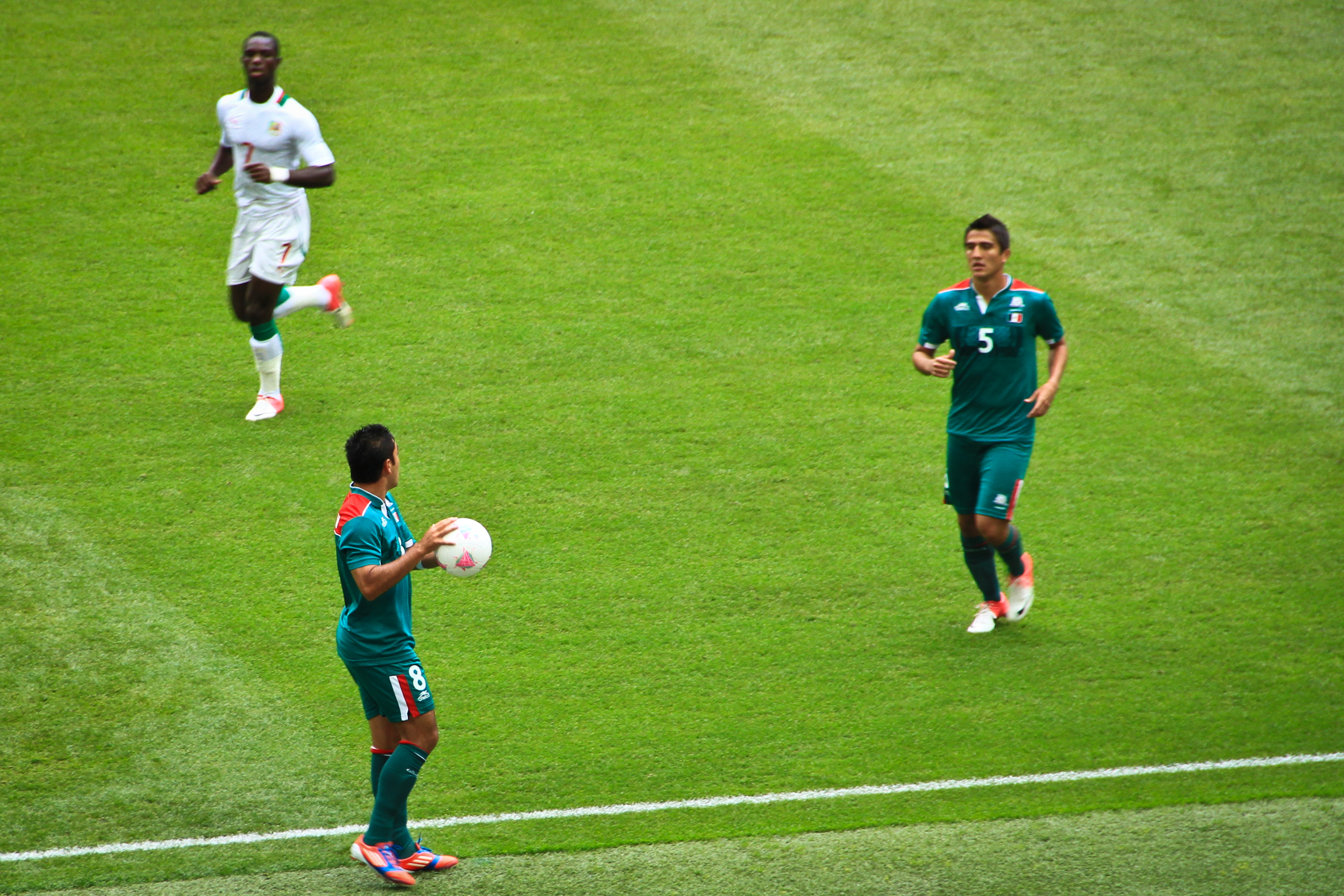
Le match Mexique-Sénégal

Le Mexique vainqueur du groupe B affronte le Sénégal second du groupe A en quart de finale. La rencontre disputée sur la pelouse de Wembley Stadium devant 81 855 spectateurs est arbitrée par le britannique Mark Clattenburg. À la 10e minute de jeu les mexicains ouvrent le score. Le coup franc excentré de Giovani dos Santos étant prolongé de la tête par Jorge Enríquez dans le but sénégalais. À l'heure de jeu Javier Aquino donne deux buts d'avance au Mexique en profitant d'un cafouillage dans la surface sénégalaise. Malmenés les Lionceaux de la Téranga reviennent à la hauteur des mexicains en sept minutes. Sur un centre de Pape Souaré Konaté réduit l'écart d'une tête piquée, puis sur un corner de Souaré Baldé égalise à la 76e minute. Plus rien n'étant marqué les deux équipes disputent une prolongation. En prolongation, sur une erreur du défenseur central sénégalais Gueye Giovani dos Santos récupère le ballon dans la surface adverse avant de tromper Ousmane Mané à la 98e minute. En seconde période, de la prolongation c'est au tour d'Héctor Herrera d'aggraver le score sur une nouvelle erreur défense sénégalaise, la tête en retrait d'Abdoulaye Ba marque de puissance, la tentative de lob de Giovani dos Santos est arrêtée par Mané mais Héctor Herrera qui a suivi pousse le ballon de la tête dans le but vide, offrant un succès (4-2) au Mexique,. Ce succès permet de également au Mexique de retrouver les demi-finales pour la première fois depuis les jeux de Mexico de 1968,,.
| 4 août 2012 | Brésil | 3 - 2   | Honduras |                                                                        |                                                                        |
| 17h00 CEST  | Leandro Damião 38e 60e · Neymar 51e (pen.) | (1 - 1) | Martínez 12e · Espinoza 48e | St James' Park, Newcastle Spectateurs : 42 166 Arbitrage : Felix Brych | St James' Park, Newcastle Spectateurs : 42 166 Arbitrage : Felix Brych |
| 17h00 CEST  | | Rapport | Crisanto 31e, 32e · Espinoza 25e, 90e · | St James' Park, Newcastle Spectateurs : 42 166 Arbitrage : Felix Brych | St James' Park, Newcastle Spectateurs : 42 166 Arbitrage : Felix Brych |
| 17h00 CEST  | Gabriel - Rafael, Thiago Silva, Juan Jesus, Marcelo 83e, Rômulo 66e - Sandro 23e ( 42e Danilo), Oscar - Leandro Damião 80e ( 89e Pato), Neymar, Hulk ( 67e Lucas) · Entraîneur : Mano Menezes | Équipes | Mendoza - Crisanto 31e, 32e, Figueroa 78e, Velásquez 16e, Leverón - Peralta 54e, Martínez, Peralta ( 59e Mejía), Espinoza 25e, 90e, Garrido ( 73e López) - Bengtson ( 87e Lozano) · Entraîneur : Luis Fernando Suárez | St James' Park, Newcastle Spectateurs : 42 166 Arbitrage : Felix Brych | St James' Park, Newcastle Spectateurs : 42 166 Arbitrage : Felix Brych |

Le Brésil vainqueur du groupe C rencontre le Honduras second du groupe D en quart de finale sur la pelouse de St James' Park à Newcastle. La rencontre est arbitrée par Felix Brych. Les brésiliens pourtant favoris de la rencontre se font surprendre en début de partie par leur adversaire. À la 12e minute, Martínez reprend d'une volée un ballon de Maynor Figueroa et bat Gabriel. Peu après la demi-heure de jeu, Crisanto auteur quelques secondes auparavant d’une faute sur Hulk aboutissant à un avertissement, est exclu par l'officiel allemand pour une nouvelle faute sur Neymar. Leandro Damião égalise avant la pause en reprenant dans le six mètres un centre de Hulk que Velásquez n'avais pas réussi à dégager. Le Honduras reprend l'avantage dès le retour des vestiaires, Roger Espinoza trompe le gardien brésilien d'une frappe lointaine passée entre les jambes de Rômulo. Cet avantage n'est que de courte durée, Velásquez concède un pénalty deux minutes plus tard avec une faute sur Leandro Damião, Neymar transforme la sentence malgré le fait que Mendoza soit parti du bon côté. À l'heure de jeu, Leandro Damião se débarrasse de la défense centrale hondurienne pour inscrire un doublé. En fin de rencontre le Honduras est réduit à neuf avec l'expulsion d'Espinoza pour un second avertissement. Avec ce succès 3-2, les brésiliens se qualifient pour leur seconde demi-finale consécutive aux Jeux olympiques,,,.
| 4 août 2012 | Grande-Bretagne | 1 - 1 a. p. 4 - 5 t. a. b. | Corée du Sud |                                                                            |                                                                            |
| 19h45 CEST  | Ramsey 36e (pen.) | (1 - 1)                    | Ji 29e | Millennium Stadium, Cardiff Spectateurs : 70 171 Arbitrage : Wilmar Roldan | Millennium Stadium, Cardiff Spectateurs : 70 171 Arbitrage : Wilmar Roldan |
| 19h45 CEST  | Rapport |                            | | Millennium Stadium, Cardiff Spectateurs : 70 171 Arbitrage : Wilmar Roldan | Millennium Stadium, Cardiff Spectateurs : 70 171 Arbitrage : Wilmar Roldan |
| 19h45 CEST  | Ramsey · Cleverley · Dawson · Giggs · Sturridge | Tirs au but 4 - 5          | Koo Ja-cheol · Baek Sung-dong · Hwang Seok-ho · Park Jong-Woo · Ki Sung-Yueng ·                                                            | Millennium Stadium, Cardiff Spectateurs : 70 171 Arbitrage : Wilmar Roldan | Millennium Stadium, Cardiff Spectateurs : 70 171 Arbitrage : Wilmar Roldan |
| 19h45 CEST  | Butland - Taylor, Bertrand, Caulker, Richards ( 60e Dawson) - Cleverley, Allen 71e, Ramsey, Sinclair ( 106e Rose) - Sturridge 34e, Bellamy ( 85e Giggs) · Entraîneur : Stuart Pearce | Équipes                    | Jung ( 62e Lee 120e) - Yun, Kim 34e, Hwang, Kim ( 7e Oh 34e) - Ki 31e, Ji ( 104e Baek), Nam, Koo, Park - Park · Entraîneur : Hong Myung-bo | Millennium Stadium, Cardiff Spectateurs : 70 171 Arbitrage : Wilmar Roldan | Millennium Stadium, Cardiff Spectateurs : 70 171 Arbitrage : Wilmar Roldan |

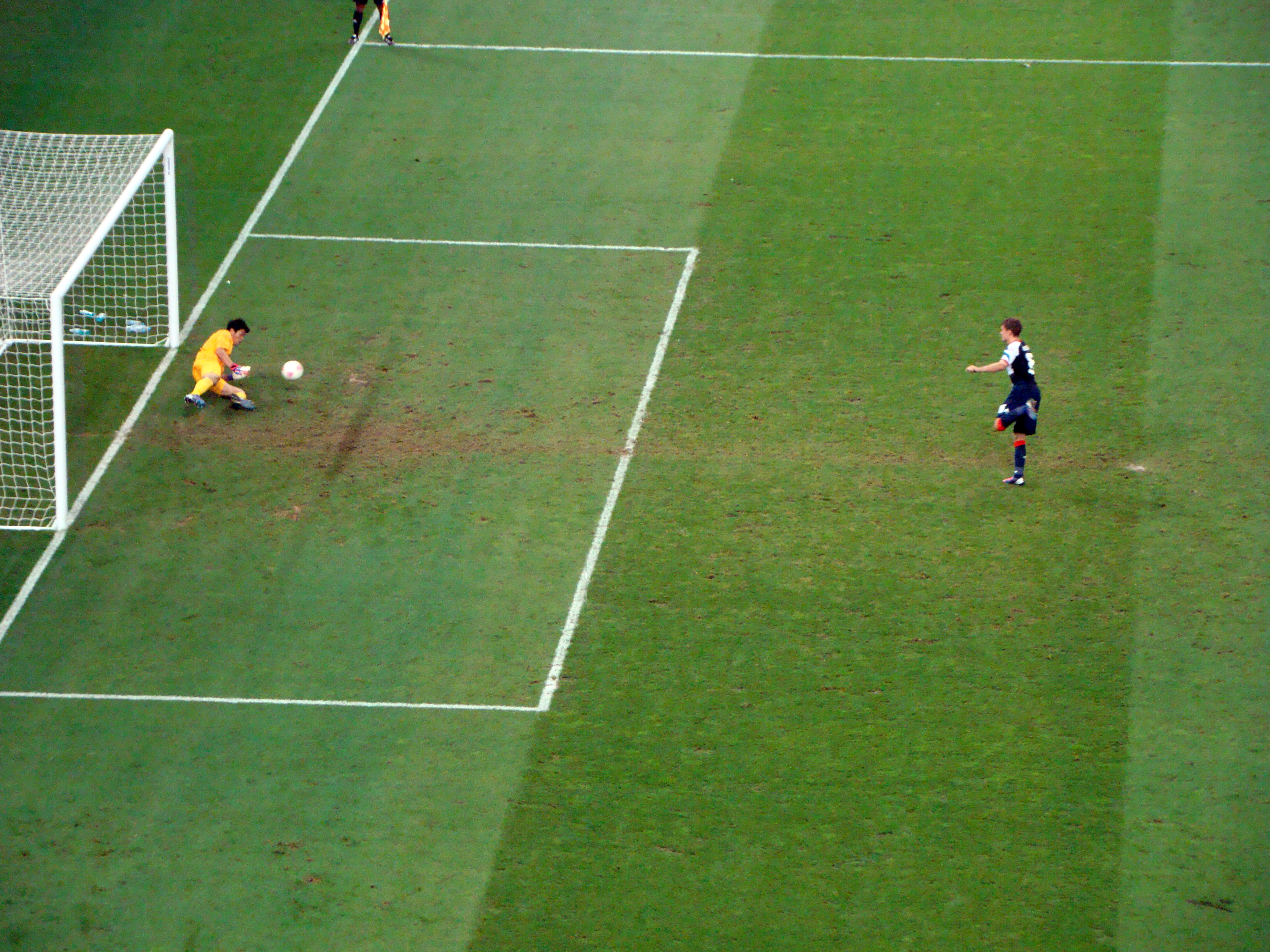
Le pénalty manqué par Aaron Ramsey

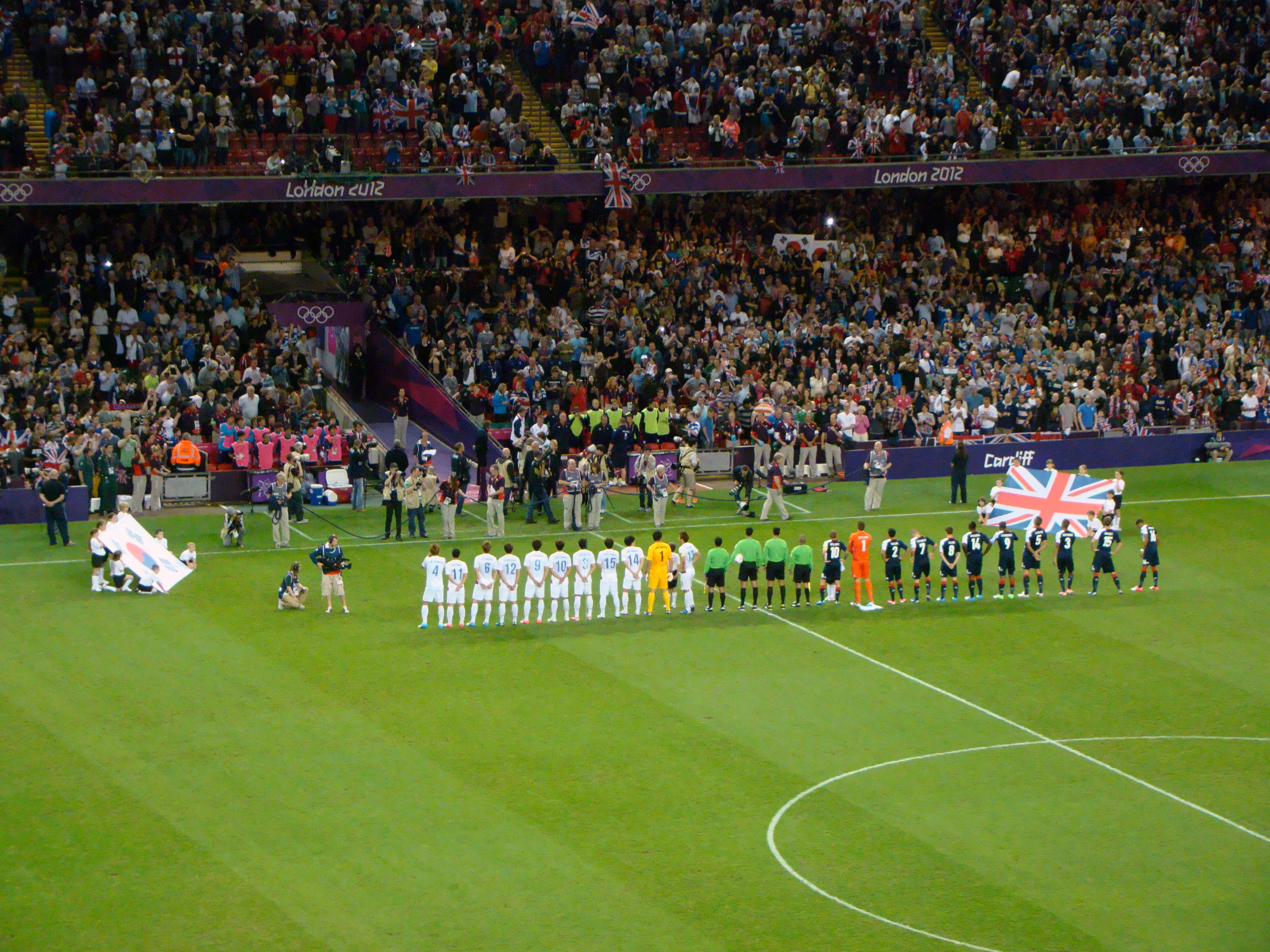
La rencontre Grande-Bretagne-Corée du Sud

La Grande-Bretagne nation hôte de l'épreuve et vainqueur du groupe A affronte la Corée du Sud second du groupe B en quart de finale. la rencontre disputée sur la pelouse du Millennium Stadium de Cardiff devant 70 171 spectateurs est arbitrée par le colombien Wilmar Roldan. Les coréens ouvrent le score à la demi-heure de jeu par Ji Dong-won, la frappe puissante et lointaine de l'attaquant de Sunderland trompant Butland. Quelques minutes plus tard, une faute de main de Oh Jae-suk sur une frappe de Ryan Bertrand offre l'occasion aux britanniques d'égaliser, Aaron Ramsey chanceux transforme le penalty, le ballon ayant été touché par Jung Sung-Ryong. Les Britanniques obtiennent dans la foulée un nouveau pénalty, Aaron Ramsey voit sa frappe détournée par Jung Sung-Ryong cette fois-ci. Malgré l'entrée en jeu du vétéran gallois Ryan Giggs, aucune des équipes ne fait la différence. Lors de la séance des tirs au but, tous les sud-coréens réussissent leur tir au but. L'ultime tir au but est effectué par le joueur de Chelsea Sturridge, mais son tir est arrêté par le gardien remplaçant Lee Bum-young. Avec cette qualification, aux tirs au but la Corée du Sud se qualifie pour sa première demi-finale olympique,,,.

#### Demi-finales
| 7 août 2012 | Mexique | 3 - 1   | Japon |                                                                           |                                                                           |
| 17h00 CEST  | Fabián 31e · Peralta 65e · Cortés 90+3e |         | Otsu 12e | Wembley Stadium, Londres Spectateurs : 82 372 Arbitrage : Gianluca Rocchi | Wembley Stadium, Londres Spectateurs : 82 372 Arbitrage : Gianluca Rocchi |
| 17h00 CEST  | Rapport |         | | Wembley Stadium, Londres Spectateurs : 82 372 Arbitrage : Gianluca Rocchi | Wembley Stadium, Londres Spectateurs : 82 372 Arbitrage : Gianluca Rocchi |
| 17h00 CEST  | Corona - Israel Jiménez, Salcido, Mier, Chávez, Reyes - Aquino ( 90e Cortés), Enríquez - Fabián 69e, Peralta, Giovani ( 46e Jiménez) · Entraîneur : Luis Fernando Tena | Équipes | Gonda - Tokunaga, Sakai 58e, Yoshida, Suzuki - Ogihara ( 83e Saitō), Higashi ( 71e Sugimoto), Yamaguchi, Kiyotake ( 77e Usami) - Otsu, Nagai · Entraîneur : Takashi Sekizuka | Wembley Stadium, Londres Spectateurs : 82 372 Arbitrage : Gianluca Rocchi | Wembley Stadium, Londres Spectateurs : 82 372 Arbitrage : Gianluca Rocchi |

Le Mexique affronte le Japon en demi-finale sur la pelouse du Wembley Stadium devant 82 372 spectateurs. Ce match est arbitré par l'italien Gianluca Rocchi. Il s'agit de la seconde rencontre entre les deux équipes aux jeux olympiques.
Lors de leur premier affrontement en 1968 le Japon avait obtenu la médaille de bronze en gagnant le match 2-0. Les Samouraïs Blue ouvrent le score à la 12e minute. Yuki Otsu servi par Higashi reprend le ballon d'une demi-volée pour tromper Corona d'une frappe des 20 mètres dans la lucarne. À la suite de l'ouverture du score nippone, les mexicains commencent à se montrer dangereux par Fabián puis par Giovani. À la demi-heure de jeu, le Mexique égalise sur un corner frappé par Giovani, Enríquez prolonge de la tête avant que Fabián batte Gonda. Les deux équipes rejoignent les vestiaires à égalité. Giovani dos Santos blessé en première période est remplacé par Jiménez. À la 65e minute, le Mexique prend les devants. Sur un ballon récupéré à proximité de la surface japonaise, Peralta marque d'une frappe lointaine dans la lucarne. Dans les arrêts de jeu Cortés aggrave la marque malgré un angle fermé. Avec ce succès trois buts à un, le Mexique se qualifie pour la première finale olympique de son histoire,,,,.
| 7 août 2012 | Corée du Sud | 0 - 3   | Brésil |                                                                          |                                                                          |
| 19h45 CEST  | |         | Rômulo 37e · Leandro Damião 57e 63e | Old Trafford, Manchester Spectateurs : 69 389 Arbitrage : Pavel Královec | Old Trafford, Manchester Spectateurs : 69 389 Arbitrage : Pavel Královec |
| 19h45 CEST  | Rapport |         | | Old Trafford, Manchester Spectateurs : 69 389 Arbitrage : Pavel Královec | Old Trafford, Manchester Spectateurs : 69 389 Arbitrage : Pavel Královec |
| 19h45 CEST  | Lee - Oh, Yun, Kim Young-Gwon, Hwang - Ki, Kim Bo-Kyung, Ji 61e ( 77e Baek), Nam, Koo ( 59e Jung) - Kim Hyun-sung ( 71e Park Chu-Young) · Entraîneur : Hong Myung-bo | Équipes | Gabriel - Rafael, Thiago Silva, Juan Jesus ( 83e Uvini), Marcelo ( 76e Hulk), Rômulo - Sandro, Oscar, Alex Sandro - Leandro Damião ( 78e Pato), Neymar · Entraîneur : Mano Menezes | Old Trafford, Manchester Spectateurs : 69 389 Arbitrage : Pavel Královec | Old Trafford, Manchester Spectateurs : 69 389 Arbitrage : Pavel Královec |

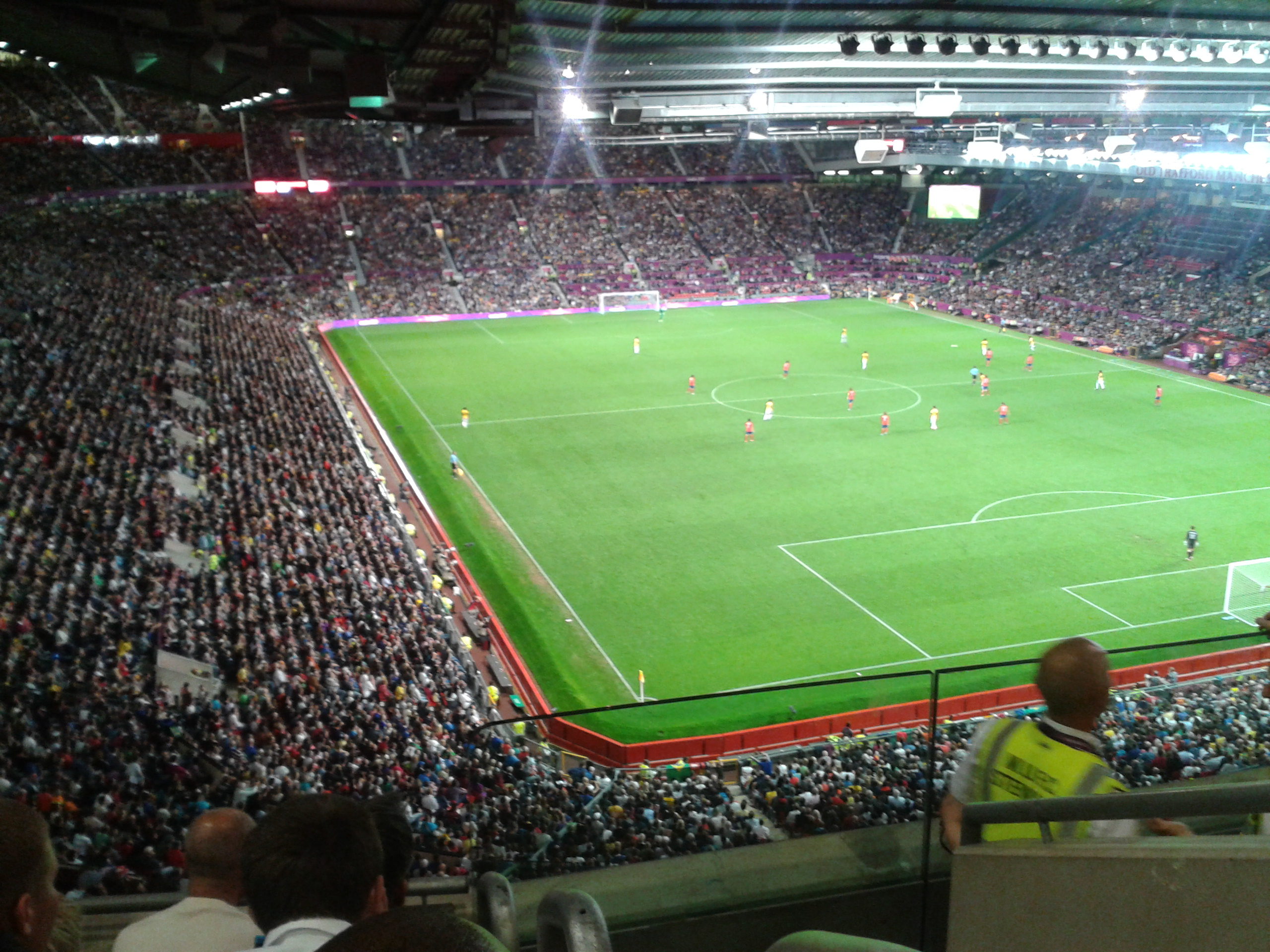
La rencontre Brésil-Corée du Sud

Le Brésil affronte la Corée du Sud en demi-finale. La rencontre se déroule sur la pelouse d'Old Trafford devant 69 389 spectateurs. Elle est arbitrée par le tchèque Pavel Královec. Il s'agit de la seconde rencontre entre les deux équipes aux jeux olympiques. Lors de leur unique affrontement, en 1964 le Brésil avait battu la Corée du Sud quatre buts à zéro en phase de groupe. À la 38e minute de jeu, la nouvelle recrue de Chelsea Oscar lance Rômulo en profondeur dans la surface adverse. La frappe instantanée à ras-de-terre du milieu de terrain brésilien passe sous le gardien coréen pour l'ouverture du score brésilienne. Au cours de la seconde période, les brésiliens se détachent grâce au doublé de leur attaquant Leandro Damião. À la 57e minute, Neymar et Marcelo combinent dans la surface à la suite d'un une-deux, Neymar remise en retrait vers Marcelo qui manque sa reprise; le ballon est alors repris par Leandro Damião au point de penalty et prend Lee Bum-young à contre-pied. Six minutes plus tard, Damião réussit son second doublé consécutif puisque sur une tentative de une-deux entre Oscar et Neymar le ballon est dévié par la défense sud-coréenne dans ses pieds. Le Brésil gagne ce match trois buts à zéro et se qualifie pour leur troisième finale après 1984 et 1988,,.

#### Match pour la médaille de bronze
| 10 août 2012 | Japon | 0 - 2   | Corée du Sud |                                                                              |                                                                              |
| 19h45 CEST   | |         | Park 38e · Koo 57e | Millennium Stadium, Cardiff Spectateurs : 56 393 Arbitrage : Ravshan Irmatov | Millennium Stadium, Cardiff Spectateurs : 56 393 Arbitrage : Ravshan Irmatov |
| 19h45 CEST   | Rapport |         | | Millennium Stadium, Cardiff Spectateurs : 56 393 Arbitrage : Ravshan Irmatov | Millennium Stadium, Cardiff Spectateurs : 56 393 Arbitrage : Ravshan Irmatov |
| 19h45 CEST   | Gonda - Tokunaga, Sakai, Yoshida, Suzuki - Ogihara 43e ( 86e Yamamura), Higashi ( 62e Sugimoto 88e), Yamaguchi, Kiyotake - Otsu 70e, Nagai ( 71e Usami) · Entraîneur : Takashi Sekizuka | Équipes | Jung - Oh 26e, Yun, Kim Young-Gwon, Hwang - Ki 23e, Kim Bo-Kyung 90+1e, Ji ( 69e Nam), Koo 35e ( 90e Kim Kee-hee), Park Jong-Woo - Park Chu-Young ( 86e Kim Hyun-Sung) · Entraîneur : Hong Myung-bo | Millennium Stadium, Cardiff Spectateurs : 56 393 Arbitrage : Ravshan Irmatov | Millennium Stadium, Cardiff Spectateurs : 56 393 Arbitrage : Ravshan Irmatov |

La Corée du Sud affronte le Japon lors du match pour la troisième place. La rencontre se déroule sur la pelouse du Millennium Stadium de Cardiff devant 56 393 spectateurs et est arbitrée par l'ouzbek Ravshan Irmatov. Les japonais se procurent la première occasion du match peu avant la demi-heure de jeu par Kiyotake, mais sa frappe lointaine est repoussé par Jung Sung-Ryong malgré un rebond. À la 38e minute, l'attaquant d'Arsenal Park Chu-young ouvre le score. À la suite d'un raid solitaire, il trompe Shūichi Gonda d'une frappe à ras-de-terre côté fermé. Quelques minutes plus tard, les sud-coréens se procurent une nouvelle opportunité mais la reprise de Yun passe à côté de la cage nippone. En seconde période, les guerriers Taegeuk creusent l'écart. Lancé en profondeur par Park Chu-young, le capitaine Koo Ja-cheol marque d’une reprise croisée. Deux minutes plus tard Kim Bo-Kyung a l'occasion d'aggraver la marque, mais sa frappe de l'extérieur de la surface est détournée par Gonda. Les japonais sur un coup de pied de coin peu avant le terme croient réduire l'écart par Yoshida mais le but est refusé par l'arbitre pour une charge de Otsu sur Jung Sung-Ryong,. Avec cette victoire la Corée du Sud monte sur son premier podium olympique. En revanche le Japon ne réussit pas à rééditer sa performance de 1968,,,.

#### Finale
| 11 août 2012 | Brésil | 1 - 2   | Mexique |                                                                            |                                                                            |
| 15h00 CEST   | Hulk 90+1e |         | Peralta 1re 75e | Wembley Stadium, Londres Spectateurs : 86 162 Arbitrage : Mark Clattenburg | Wembley Stadium, Londres Spectateurs : 86 162 Arbitrage : Mark Clattenburg |
| 15h00 CEST   | Rapport |         | | Wembley Stadium, Londres Spectateurs : 86 162 Arbitrage : Mark Clattenburg | Wembley Stadium, Londres Spectateurs : 86 162 Arbitrage : Mark Clattenburg |
| 15h00 CEST   | Gabriel - Rafael ( 85e Lucas), Thiago Silva, Juan Jesus, Marcelo 42e, Rômulo - Alex Sandro ( 32e Hulk), Sandro ( 71e Pato), Oscar - Neymar, Leandro Damião · Entraîneur : Mano Menezes | Équipes | Corona - Israel Jiménez 58e ( 81e 89e Vidrio), Salcido, Mier, Chávez, Reyes 46e - Herrera, Aquino ( 57e Ponce), Enríquez - Fabián, Peralta ( 86e Jiménez) · Entraîneur : Luis Fernando Tena | Wembley Stadium, Londres Spectateurs : 86 162 Arbitrage : Mark Clattenburg | Wembley Stadium, Londres Spectateurs : 86 162 Arbitrage : Mark Clattenburg |

Le Brésil affronte le Mexique en finale de ce tournoi masculin de football. La rencontre est disputée sur la pelouse de Wembley à Londres devant 86 162 spectateurs. Elle est arbitrée par le britannique Mark Clattenburg,. Les mexicains ouvrent le score après seulement vingt-huit secondes de jeu après une erreur brésilienne. En effet, la passe en retrait de Rafael vers Sandro est interceptée par Aquino qui lance Peralta. Il bat d'une frappe à ras-de-terre Gabriel,. Les Auriverdes se procurent une occasion par Hulk entré en jeu en cours de première période à la place d'Alex Sandro. Sa frappe des trente mètres est difficilement repoussée par Corona. Au retour des vestiaires, les Brésiliens se portent de nouveau à l'attaque mais la frappe de Neymar passe au-dessus (47e). Peu après l'heure de jeu les mexicains sont proches de doubler le score sur une nouvelle erreur brésilienne. À la suite d'un dégagement raté de Thiago Silva, Fabián se retrouve en duel avec Gabriel, à la suite du duel perdu face au gardien de but Fabián reprend acrobatiquement le ballon qui termine sa course sur la barre transversale brésilienne,. À la 69e Peralta inscrit un but mais qui est refusé pour un hors-jeu. À un quart d'heure du terme, le coup franc de Fabián trouve Peralta démarqué au niveau du point de pénalty qui d'une tête puissante trompe Gabriel. Dans le temps additionnel, Hulk lancé dans la profondeur vient tromper Corona. Dans la dernière des trois minutes du temps additionnel Oscar se procure une occasion d'égaliser mais sa tête passe au-dessus de la barre transversale de Corona,. Avec ce succès (2-1) le Mexique remporte sa première médaille d'or olympique en football,,, il s'agit également de la seule médaille d'or du Mexique lors des Jeux olympiques 2012, le Brésil échouant pour sa part en finale pour la troisième fois après 1984 et 1988.

## Bilan

### Classement

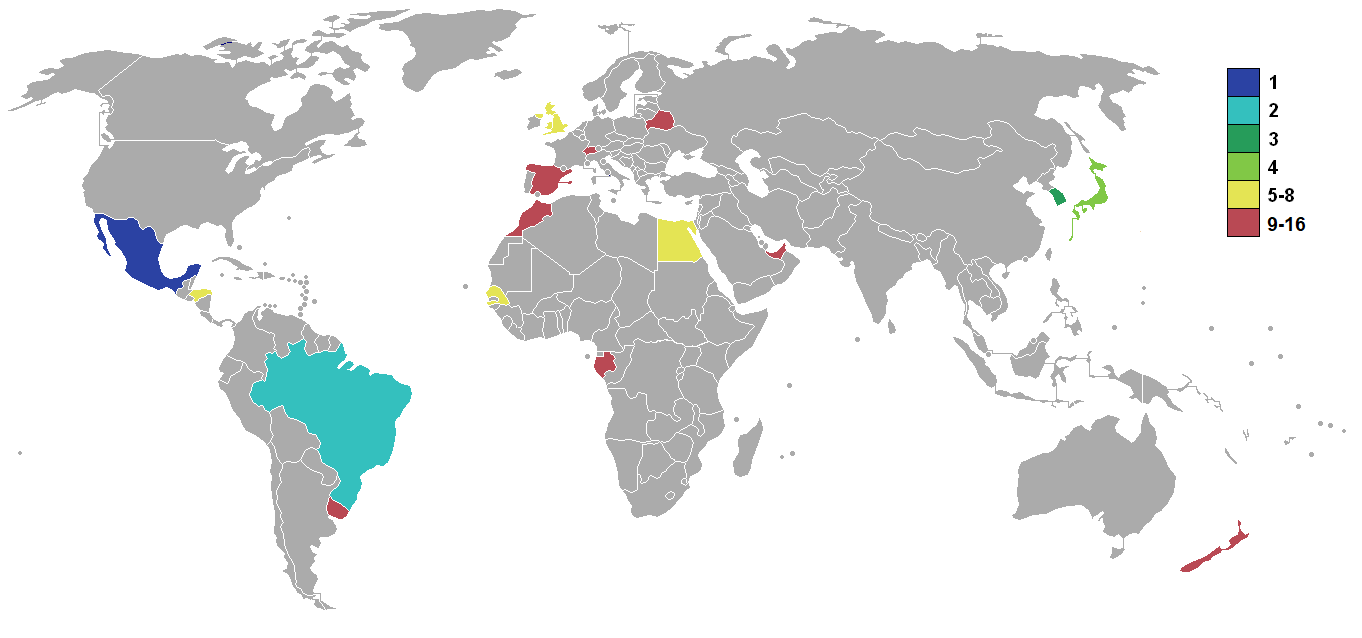
Classement final pour l'épreuve de football.

À la fin du tournoi, un classement est établi en lien avec les performances de chaque équipe,,:
| Rang | Équipe              | J | G | N | P | Bp | Bc | Diff | Pts |
| ---- | ------------------- | - | - | - | - | -- | -- | ---- | --- |
| 1    | Mexique             | 6 | 5 | 1 | 0 | 12 | 4  | +8   | 16  |
| 2    | Brésil              | 6 | 5 | 0 | 1 | 16 | 7  | +9   | 15  |
| 3    | Corée du Sud        | 6 | 2 | 3 | 1 | 5  | 5  | 0    | 9   |
| 4    | Japon               | 6 | 3 | 1 | 2 | 6  | 5  | +1   | 10  |
| 5    | Grande-Bretagne     | 4 | 2 | 2 | 0 | 6  | 3  | +3   | 8   |
| 6    | Sénégal             | 4 | 1 | 2 | 1 | 6  | 6  | 0    | 5   |
| 7    | Honduras            | 4 | 1 | 2 | 1 | 5  | 5  | 0    | 5   |
| 8    | Égypte              | 4 | 1 | 1 | 2 | 6  | 8  | –2   | 4   |
| 9    | Uruguay             | 3 | 1 | 0 | 2 | 2  | 4  | -2   | 3   |
| 10   | Biélorussie         | 3 | 1 | 0 | 2 | 3  | 6  | -3   | 3   |
| 11   | Maroc               | 3 | 0 | 2 | 1 | 2  | 3  | –1   | 2   |
| 12   | Gabon               | 3 | 0 | 2 | 1 | 1  | 3  | −2   | 2   |
| 13   | Suisse              | 3 | 0 | 1 | 2 | 2  | 4  | −2   | 1   |
| 14   | Espagne             | 3 | 0 | 1 | 2 | 0  | 2  | –2   | 1   |
| 15   | Émirats arabes unis | 3 | 0 | 1 | 2 | 3  | 6  | –3   | 1   |
| 16   | Nouvelle-Zélande    | 3 | 0 | 1 | 2 | 1  | 5  | –4   | 1   |

Le Mexique (médaille d'or) et la Corée du Sud (médaille de bronze) réalisent leur meilleure performance olympique tandis que le Brésil égale sa meilleure performance (médaille d'argent en 1984 et 1988). A souligner la contre-performance de l'Uruguay double champion olympique dans le années 1920, qui signait son retour dans le tournoi.

### Statistiques générales
Les seize équipes présentes disputent un total de trente-deux rencontres, vingt-quatre au premier tour et huit dans la phase à élimination directe. Soixante-seize buts sont inscrits dans ce tournoi, dont cinq penaltys marqués sur six sifflés. La moyenne de buts inscrits par match est de 2,38 buts/match. Cette moyenne est supérieure à celle de Pékin 2008 (2,34 buts/match soit un but de moins sur l'ensemble de la compétition). Cette édition est la seconde plus faible de l'histoire concernant le ratio de but par match.
L'équipe la plus prolifique est le Brésil avec seize buts inscrits en six rencontres soit une moyenne de 2,7 buts par match, le Mexique est second de ce classement avec douze buts marqués en autant de rencontres soit une moyenne de 2 buts par match. Pour sa part, l'Espagne n'a inscrit aucun but au cours de ses trois rencontres.

### Classement des buteurs
Les buteurs lors de ces Jeux sont présentés dans ce classement, : le Brésilien Leandro Damião, joueur du SC Internacional, termine meilleur buteur de la compétition avec six buts,, il devance Pape Konaté et Oribe Peralta auteur de respectivement cinq et quatre buts au cours de la compétition,. Sur les soixante-seize buts inscrits on compte quarante-neuf buteurs différents tandis qu'aucun but contre son camp n'a été inscrit au cours de la compétition.
| - Bengtson - Salah | - Giovani - Neymar | - Otsu |

| - Nagai - Matar | - Aboutreika - Sturridge | - Park |

| 1 but - Ramírez - Lodeiro - Barrada - Labyad - Mehmedi - Emeghara - Baha - Bressan - Varankow - Ji - Kim - Koo | - Martinez - Espinoza - Sandro - Rômulo - Oscar - Danilo - Rafael - Pato - Hulk - Bellamy - Giggs - Sinclair | - Ramsey - Fabián - Cortés - Herrera - Enríquez - Aquino - Eisa - Mohsen - Yoshida - Aubameyang - Wood - Baldé |

### Classement des passeurs
Le milieu offensif brésilien Oscar de Chelsea termine meilleur passeur de la compétition avec quatre passes décisives à son actif. Il devance le mexicain Giovani dos Santos, son coéquipier Neymar et l’égyptien Mohamed Aboutreika auteurs de deux passes décisives chacun.
| - Giovani | - Neymar | - Aboutreika |

| - Leandro Damião - Peralta - Eisa - Bressan | - Espinoza - Barrada - Baha - Labyad | - Bellamy - Enríquez - Koo Ja-cheol |

### Discipline
Au cours de la compétition, cent-dix-neuf cartons jaunes ont été distribués, quarte-vingt-deux en phase de groupe et trente-sept en phase finale. Cinq cartons rouges indirects, trois en phase de groupe et deux en phase finale et quatre cartons rouges directs (trois en phase de groupe et un en phase finale) ont été sortis.
Le Honduras est l'équipe qui a reçu le plus de sanction au cours de la compétition, avec quatorze cartons jaune et deux cartons rouges indirects, la Corée du Sud est la seconde équipe avec le plus de cartons jaunes reçus, avec douze unités, l'Espagne et le Sénégal suivent avec onze cartons jaunes mais également un carton rouge pour chaque équipe. Quatre pays ont reçu un carton rouge au cours de l'épreuve. Lors de la rencontre Honduras-Espagne treize avertissements ont été distribués par l'arbitre vénézuélien Juan Soto, ce qui constitue un record de cartons jaunes sortis lors des jeux olympiques.

#### Prix du Fair Play
Le Trophée du Fair Play de la FIFA est remporté par le Japon. Les Japonais devancent le Mexique et l'Égypte deuxième-execo dans ce classement.

#### Bilan par joueur
Le joueur le plus indiscipliné de la compétition est le défenseur central sénégalais Abdoulaye Ba, sanctionné de deux cartons jaunes et d'un carton rouge direct. Au total quatre joueurs ont été expulsés directement, cinq l'ont été après un second avertissement, deux joueurs ont trois cartons jaunes, quatorze joueurs ont reçu deux cartons jaunes, et quatre-vingt-quatre ont reçu un seul avertissement au cours de la compétition.
| carton rouge - Ba - Bergdich - Martínez - Saad | Deuxième carton jaune et rouge - Espinoza - Crisanto - Buff - Ndong - Alex Sandro |

cartons jaunes
3 cartons jaunes
- Peralta
- Alaa Eldin

2 cartons jaunes
| - Ba - Souaré - Espinoza - Velásquez - Mata | - Herrera - Jiménez - Reyes - Ki - Oh | - Leandro Damião - Marcelo - Abdulrahman - Ramírez |

### Spectateurs
Ce tournoi a accueilli 1 525 134 spectateurs d'après la FIFA ce qui constitue une moyenne de 47 660 spectateurs par match. Ce total correspond à un record pour les compétitions olympiques de football. La finale Brésil-Mexique avec 86 162 spectateurs est le match ayant eu le plus de spectateurs de la compétition, c'est également le record d'affluence pour une épreuve tous sports confondus au cours de cette olympiade. La rencontre Égypte-Biélorussie disputée au City of Coventry Stadium est celle qui en a attiré le moins avec 8 732 spectateurs. La phase de groupe a attiré 40 244 spectateurs de moyenne, la phase finale en a accueilli 69 910 de moyenne.